# Centre spatial guyanais
Pour les articles homonymes, voir CSG.
Le Centre spatial guyanais, en abrégé CSG, est une base de lancement française située en Guyane (Amérique du Sud) sur les territoires des communes de Kourou et de Sinnamary. Le CSG est la base de lancement de l'Agence spatiale européenne (ESA) et de l'Agence de l'Union européenne pour le programme spatial (EUSPA). Elle est gérée conjointement par le Centre national d'études spatiales (propriétaire du site), Arianespace et l'ESA. La première fusée Véronique est lancée le 8 avril 1968.
Le CSG dispose en 2024 de deux complexes de lancement actifs utilisés pour le tir des fusées européennes lourdes Ariane 6 (depuis 2024) et légères Vega (depuis 2012). Le Centre spatial guyanais dispose également d'installations industrielles dans lesquelles est fabriqué le propergol solide des propulseurs d'appoint des fusées Ariane et le premier étage du lanceur Vega C ainsi que d'un banc d'essais pour tester ceux-ci. Le CSG emploie de manière directe et indirecte une fraction notable (16 % en 2011) de la population active de la Guyane française.
La base se trouve dans une région faiblement peuplée le long de la côte de l'océan Atlantique. Sa position permet à la fois des tirs vers l'est (orbites quasi équatoriale, géostationnaire) et vers le Nord (orbites polaire, héliosynchrone). Le centre spatial est particulièrement bien placé pour le lancement des satellites en orbite géostationnaire ou quasi équatoriale grâce à sa latitude très proche de l'équateur (5 degrés Nord) qui nécessite une correction réduite de l'inclinaison orbitale et permet de bénéficier pleinement de l'effet de fronde lié à la rotation de la Terre.
Le CSG est construit par l'agence spatiale française (le CNES) et inauguré en 1968 dans le but de servir de base de lancement pour la fusée française Diamant et certaines fusées-sondes et remplacer le centre d'Hammaguir en Algérie qui a dû être abandonné à la suite des accords d'Évian. Il est retenu dans les années 1970 pour le tir des fusées de l'Agence spatiale européenne : Europa puis Ariane 1 qui effectue son premier vol en 1979. Le CSG bénéficie au cours des décennies suivantes du succès de sa première famille des fusées Ariane ainsi que des déboires des lanceurs américains (Navette spatiale américaine) qui lui permettent de capturer la moitié du marché du lancement des satellites de télécommunications. Cette suprématie est remise en cause à la fin des années 2010 par le lanceur américain Falcon 9 partiellement réutilisable bénéficiant de coûts serrés. La fréquence annuelle des tirs, tous lanceurs confondus, oscille autour de 9 en faisant une des bases de lancement les plus actives du monde. L'invasion de l'Ukraine par la Russie qui débute fin février 2022 a un impact direct sur l'activité du CSG : Roscosmos décide début mars d'arrêter l'activité de lancement des fusées Soyouz depuis Sinnamary et l'utilisation du lanceur Vega est menacée car son dernier étage est fourni par un fournisseur ukrainien situé au milieu de la zone de conflit.

## Situation
Le Centre Spatial Guyanais (CSG) est une base de lancement située en Amérique du Sud près de l'équateur sur le territoire de la Guyane française, département de la France. Le CSG, d'une superficie de 750 km2, occupe la plaine qui borde l'Océan Atlantique. Les lanceurs, dont la trajectoire est dirigée vers l'Océan, survolent donc, dès le décollage, des zones dépourvue d'habitants. Le site s'étire le long de la côte sur une longueur d'une cinquantaine de kilomètres et sur une profondeur maximum d'une vingtaine de kilomètres. La côte a une orientation sud-est/nord-ouest ce qui permet de lancer des satellites dans des conditions optimales vers toutes les orbites envisageables : entre -10,5° (orbite polaire ou orbite héliosynchrone) et +93,5° (orbite géostationnaire ou quasi-équatoriale]) ainsi que vers les orbites intermédiaires. Le site du CSG est réparti entre les territoires des communes de Kourou (80 % de la superficie du site), de Sinnamary (15 %)) et de Macouria (5 %).
La ville de Kourou, bâtie pour loger les employés du CSG et qui compte environ 25 000 habitants en 2021, est enclavée dans le site réservé du CSG. Les complexes de lancement se situent à une vingtaine de kilomètres au nord-ouest de cette agglomération. Un port en eau profonde (Paracaibo) doté d'un quai unique et associé à une petite zone industrielle a été construit près de l'embouchure de la rivière Kourou qui longe la ville. Il est utilisé pour la livraison des équipements de la base et des corps des lanceurs. Le CSG, tout comme la ville, sont reliés par la route nationale 1 aux autres villes côtières qui rassemblent l'essentiel de la population de la Guyane. C'est par cette route que sont convoyés les satellites qui ont été généralement amenés en Guyane par des avions gros porteurs atterrissant sur l'aéroport international Félix-Éboué de la préfecture Cayenne située à environ 60 kilomètres au sud-est.

Schéma 1 : Plan des principales installations du Centre Spatial Guyanais.
Schéma 2 : Plan détaillé des installations destinées à la préparation et au lancement des lanceurs Ariane 5 (ELA 3) et Vega (ELV).

## Ensembles de lancement
Le Centre Spatial Guyanais dispose de nombreuses installations qui sont nécessaires pour mener à bien le lancement de fusées et de satellites aux caractéristiques très variées : complexes de lancement dédiés chacun à un type de lanceur, centres de contrôle, centres de préparation des charges utiles, usines de fabrication du propergol solide, banc d'essais, usines de production des ergols liquides et de certains gaz, centres techniques… Ces installations échelonnées le long de la côte de l'Océan Atlantique sont reliées entre elles par la route de l'espace dont le tracé est parallèle à la côte.
Chaque type de lanceur (Ariane 5, Vega, Soyouz, Ariane 6) dispose d'un ensemble de lancement spécifique adapté à ses spécificités. Celui-ci comprend un ou plusieurs bâtiments d'assemblage, une zone de lancement comportant une table de lancement surmontant des carneaux et équipé d'une tour ombilicale et, sauf pour Ariane 5, un portique mobile pour finaliser l'assemblage sur le pas de tir.

### Ensemble de lancement Ariane 5 (ELA3)

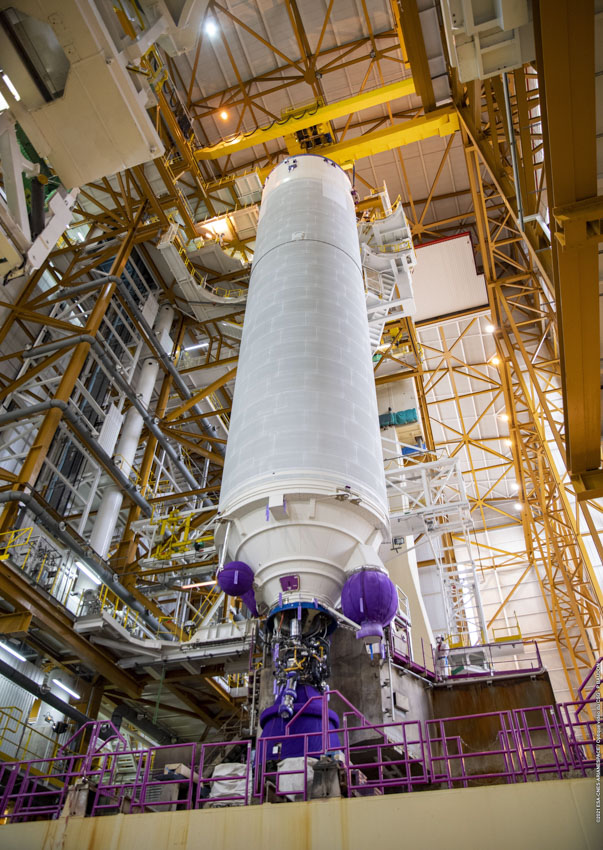
Le premier étage d'Ariane 5 est installé sur la plateforme dans le bâtiment d'intégration lanceur.

L'ensemble de lancement de la fusée Ariane 5 (Schéma 1 : D), qui occupe une superficie de 21 km2, était utilisé pour lancer les fusées Ariane 5 et a été de 2003 jusqu'en 2009 le seul site actif après l'arrêt des lancements d'Ariane 4. Il comprend :
- le bâtiment d'intégration lanceur (BIL Schéma 2 : 4) dans lequel sont assemblés verticalement sur la table de lancement les éléments des lanceurs Ariane 5 (propulseurs à poudre (EAP), étage principal cryogénique (EPC), étage supérieur (EPS ou ESC) ainsi que la case à équipements). Cette dernière se déplace sur une double voie ferrée pour aller d'un site d'assemblage à un autre et est équipée d'un mât qui la connecte à la fusée et maintient la fusée durant ses déplacements. Les propulseurs à poudre proviennent du bâtiment d'intégration des propulseurs (BIP) dans lequel ils ont été assemblés.
- le bâtiment d'assemblage final (BAF Schéma 2 : 5) de 90 mètres de haut dans lequel sont assemblés les satellites, l'adaptateur, la coiffe et la fusée.
- la zone de lancement (ZL Schéma 2 : 6) est éloignée des bâtiments précédents pour limiter l'impact d'une explosion du lanceur durant la phase de décollage.
- Le centre de lancement (CDL 3 Schéma 2 : 7) en partie blindé (en particulier le toit).

Les bâtiments d'assemblage (BIL, BAF) ainsi que la zone de lancement sont reliés par une double voie ferrée sur laquelle circule la table de lancement mobile portant la fusée. L'aménagement permet huit à dix lancements potentiels par an. Les satellites sont préparés soit dans le bâtiment dédié sur la zone de lancement (S2) soit dans les bâtiments S5 ou S1 situés vers l'entrée du CSG.

Installations de la zone de lancement Ariane 5
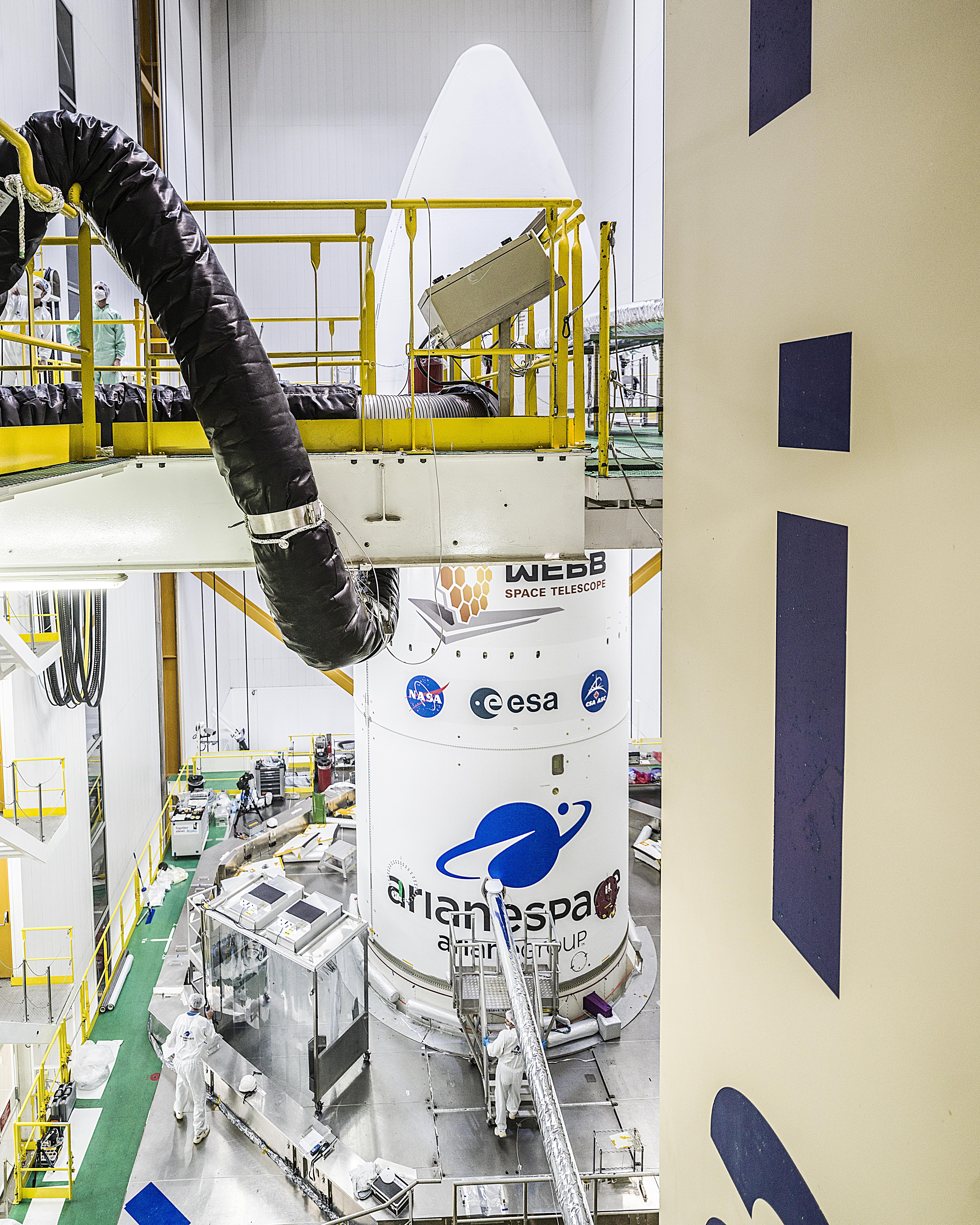
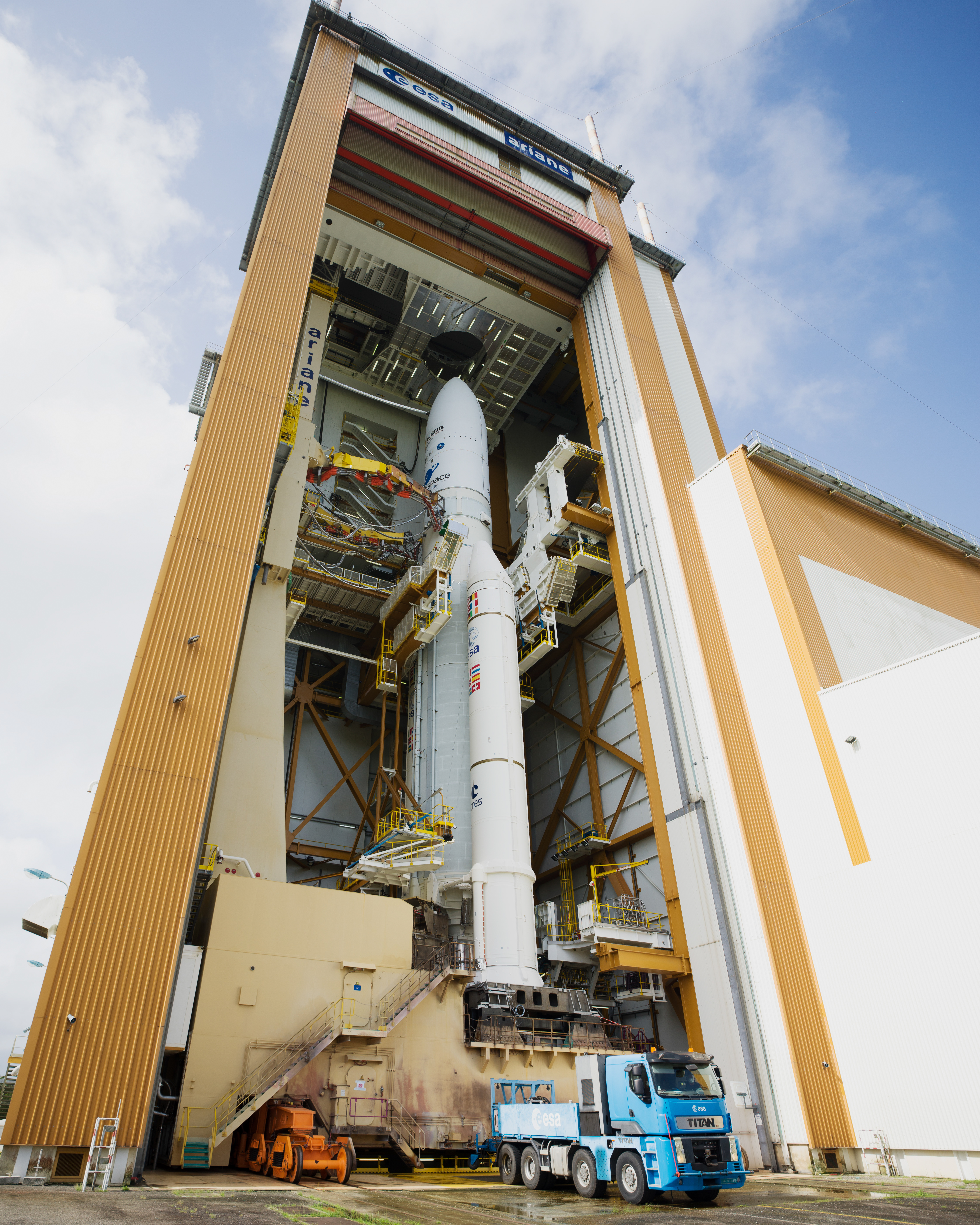
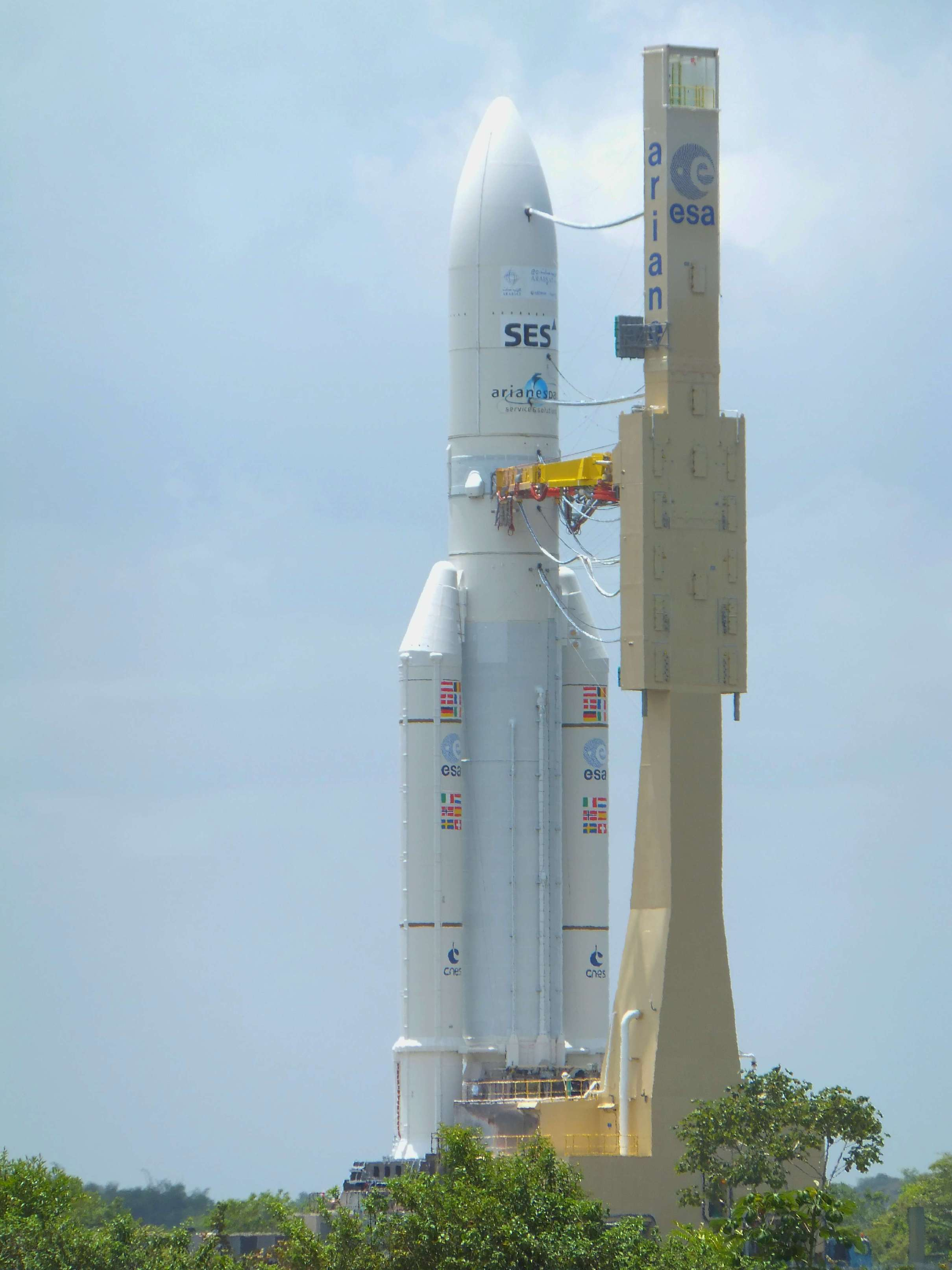

### Ensemble de lancement Soyouz (ELS)

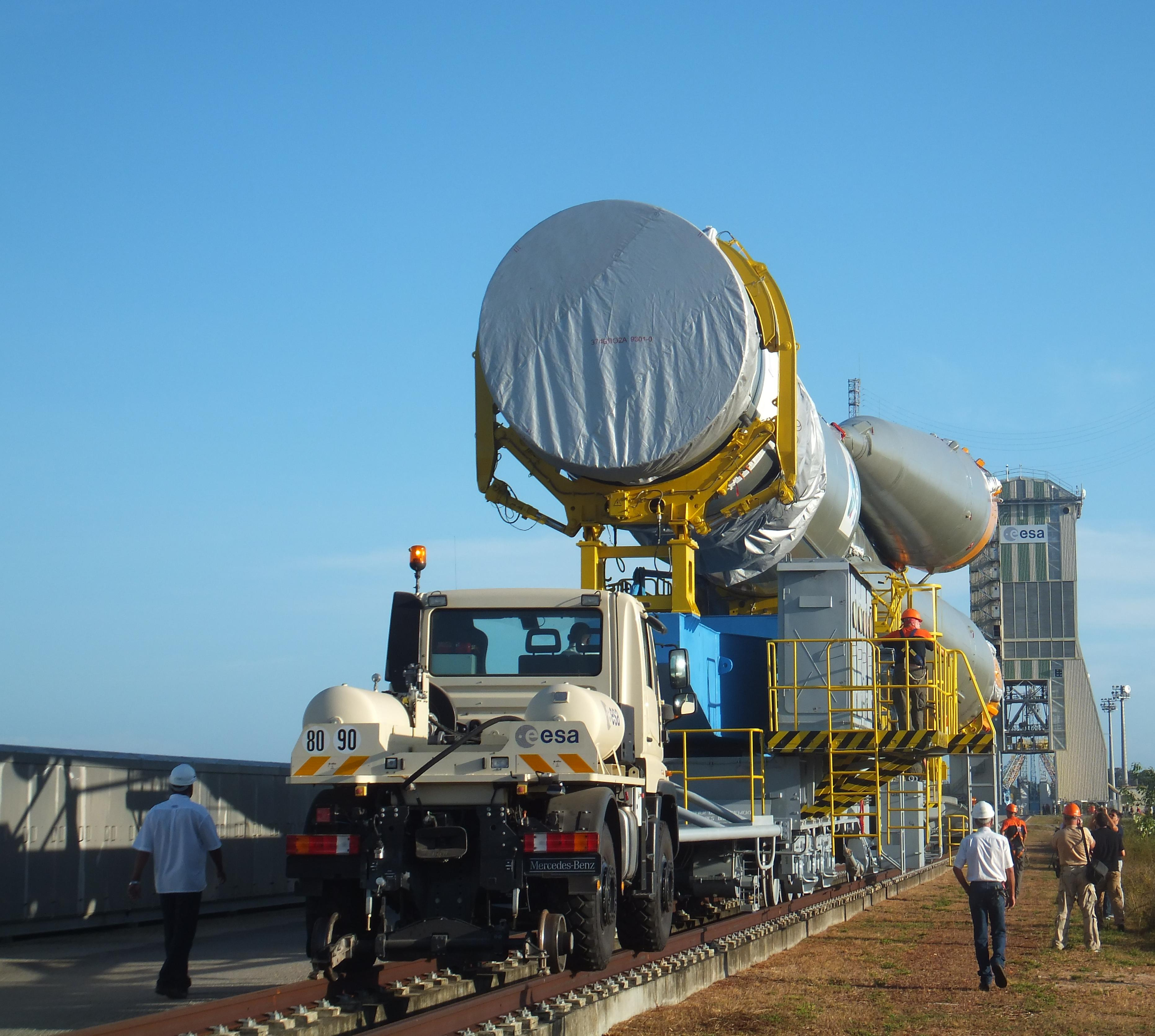
Le lanceur quitte le bâtiment d'assemblage (MIK) pour gagner le pas de tir transporté par un système ferroviaire.

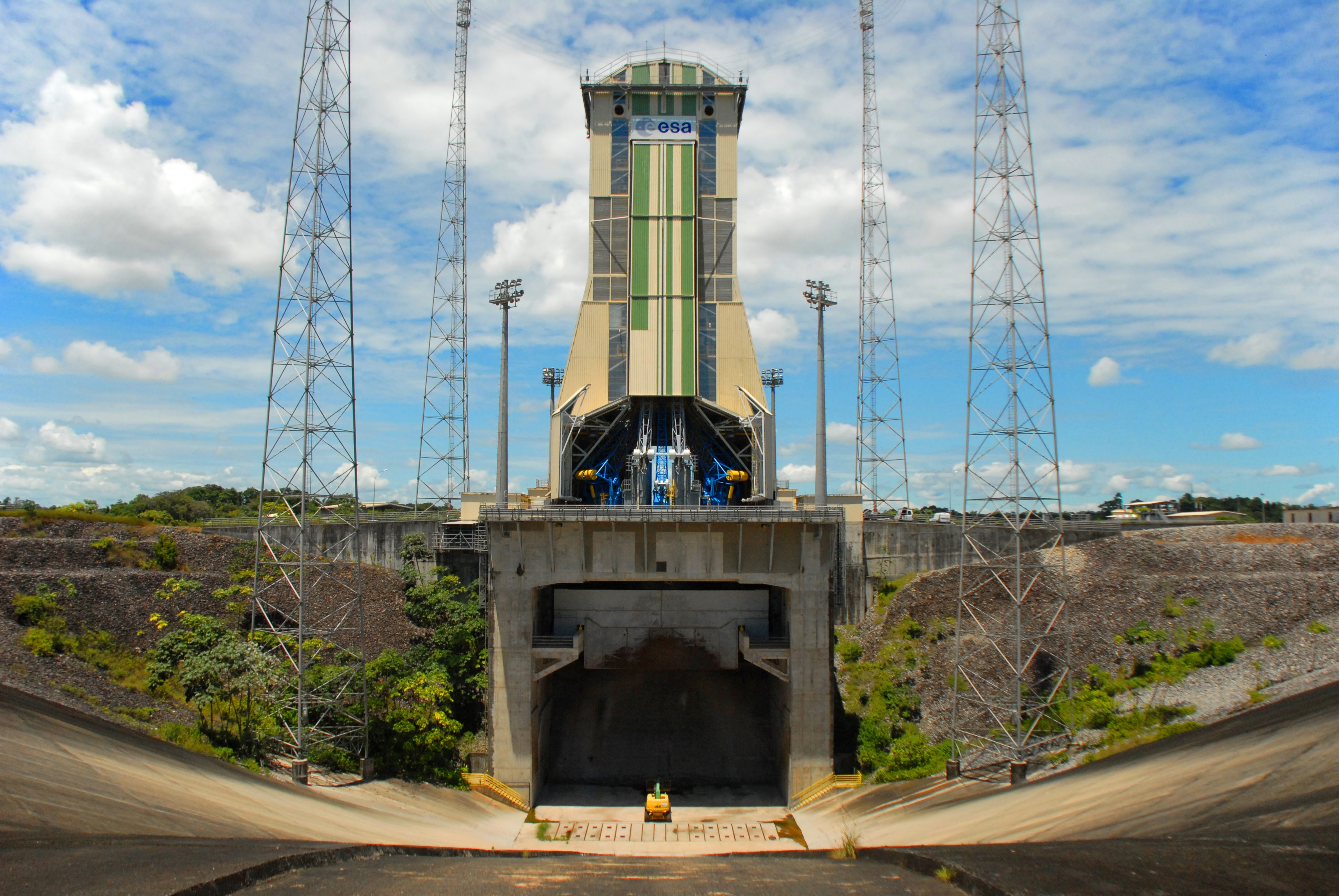
Table de lancement, carneau et portique mobile de l'ensemble de lancement Soyouz.

L'ensemble de lancement de la fusée Soyouz (ELS) est situé à une vingtaine de km à vol d'oiseau au nord-ouest de l'ensemble de lancement Ariane 5 et le long de la route de l'Espace sur le territoire de la commune de Sinnamary (Schéma 1 : F). Il occupe 120 hectares dont 20 000 m2 de bâtiments. La construction des installations a nécessité un million de m3 de terrassement et 35 000 m3 de béton. Sa conception est similaire à celle des sites russes utilisés pour lancer la fusée Soyouz. Il comprend,, :
- un bâtiment d'intégration (MIK Schéma 1 : 12) dans lequel la fusée, qui arrive par conteneurs à Kourou est assemblée à l'horizontale. Ce bâtiment climatisé est long de 92 mètres, large de 41 mètres et haut de 22 mètres. Une fois entièrement assemblée, la fusée Soyouz est amenée à l'horizontale par une voie ferrée jusqu'à la zone de lancement (ZLS) distante de 650 mètres.
- La fusée est érigée à la verticale sur son pas de tir comprenant une dalle de béton de 5 mètres d'épaisseur surmontant un carneau de type Baïkonour avec une fosse profonde de 15 mètres pour évacuer les gaz de combustion. Le pas de tir est encadré par quatre grands paratonnerres.
- Un portique mobile haut de 53 mètres avec une section de 29 mètres est déplacé jusqu'au pas de tir pour l'assemblage de l'étage Fregat et de la charge utile. Ce portique a été construit en Russie.
- Le centre de contrôle de lancement se trouve dans le prolongement du MIK à 1 100 mètres de la zone de lancement et est protégé par une dalle de béton de 2 mètres d'épaisseur.
- Des zones de stockage d'ergols sont aménagées à une certaine distance de la zone de lancement.
- Les installations sont complétées en 2015 par le nouveau bâtiment de remplissage FCube (Fregat Fueling Facility) dédié à l’étage supérieur du lanceur, le Fregat[6].

Installations de la zone de lancement Soyouz
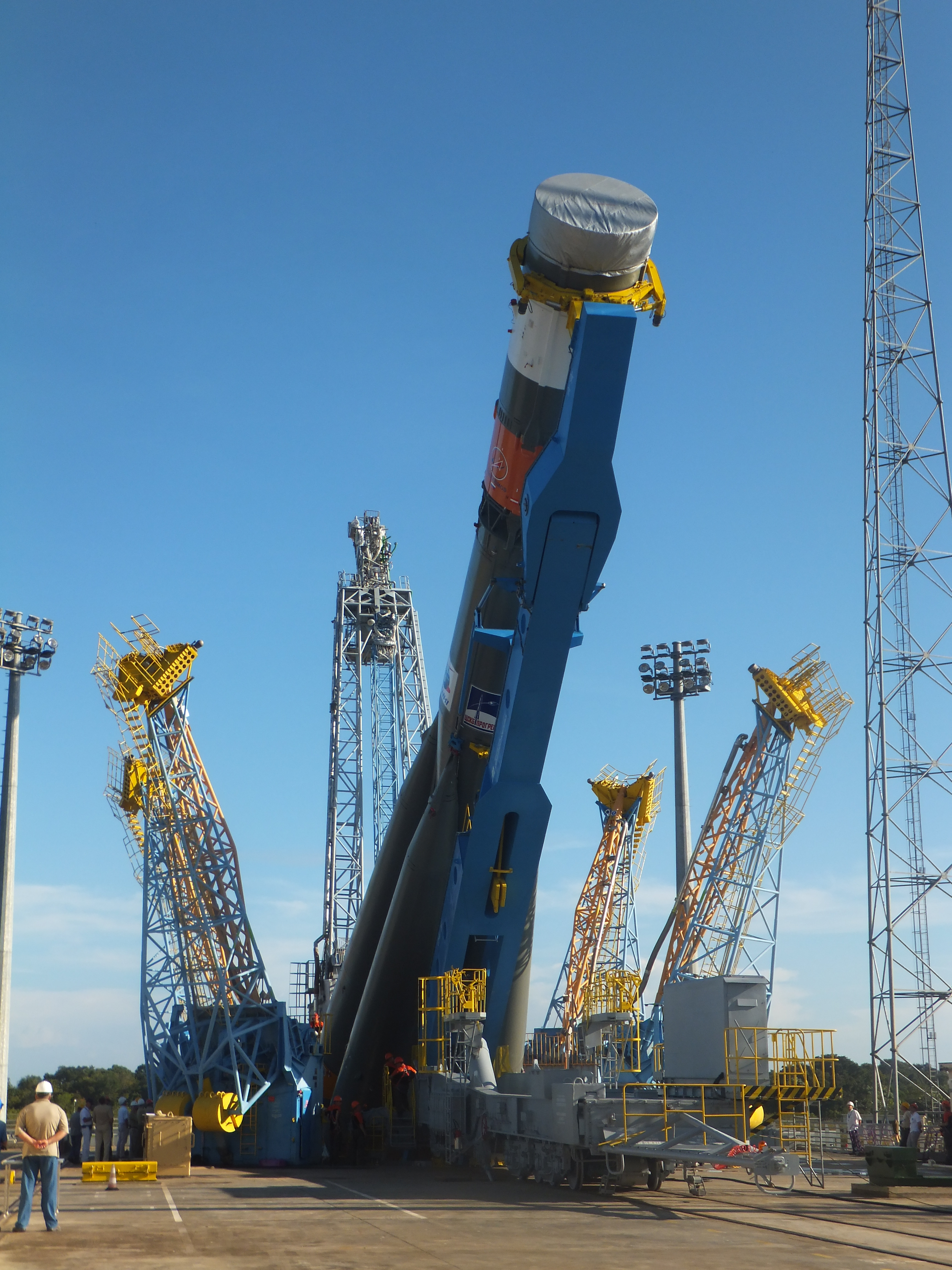
Le lanceur sans son dernier étage Fregat et sa charge utile est placé à la verticale.
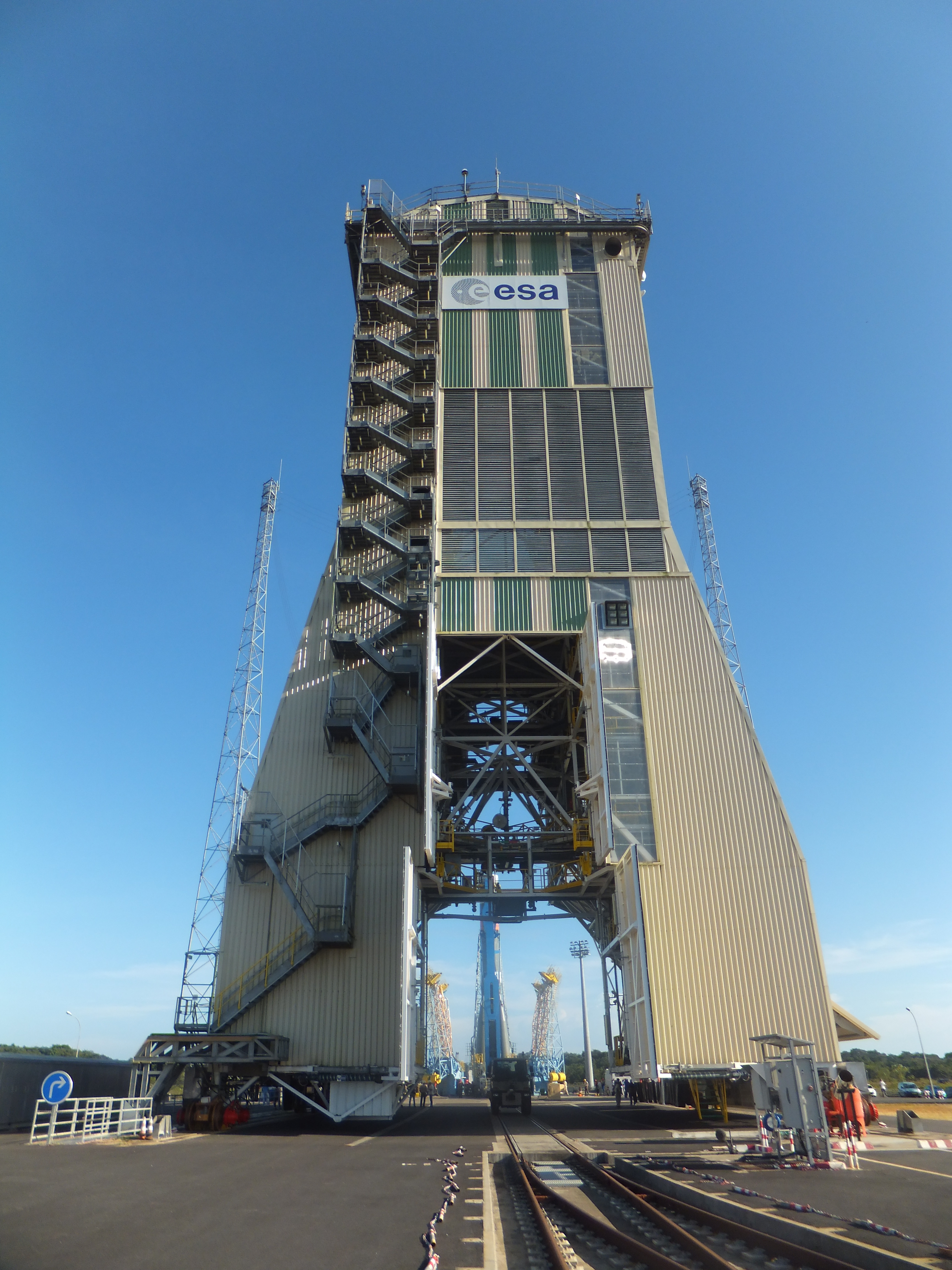
Le portique mobile.

#### Historique des lancements de Soyouz
L'ensemble de lancement Soyouz devient opérationnel le 21 octobre 2011 avec le lancement d'une première fusée. Les vols se succèdent ensuite avec une cadence de deux à quatre par an, et sont interrompus en mars 2022 en tant que représailles russes contre les sanctions dues à la guerre en Ukraine.

#### Reconversion post-Soyouz
Après la fin des lancements des fusées Soyouz en 2022, l'ensemble de lancement est prévu pour accueillir deux lanceurs, l'un sélectionné par le CNES et l'autre par l'ESA dans le cadre de son appel European Launcher Challenge. Le CNES sélectionne le lanceur Maia de MaiaSpace.

### Ensemble de lancement Vega (ELV), ex Ensemble de lancement Ariane (ELA-1)

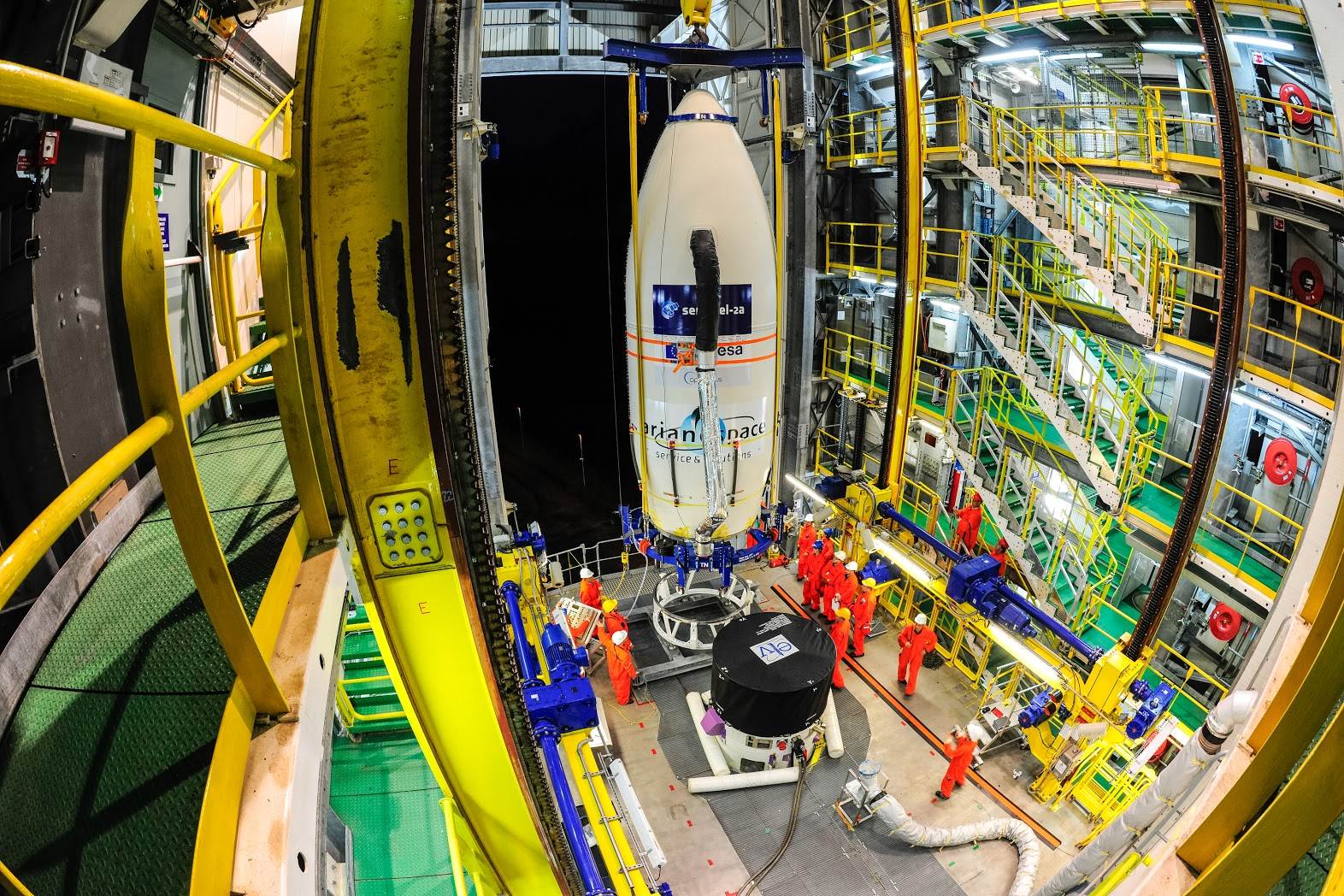
Le composite (coiffe et charges utiles) en cours d'installation sur le lanceur Vega dans le portique mobile.

L'ensemble de lancement Vega ELV (Schéma 1 : E) a été construit entre 2005 et 2011 pour les tirs du lanceur léger Vega de l'Agence spatiale européenne. Il a été utilisé pour la première fois en 2012. Édifié sur l'emplacement du complexe de lancement ELA-1 utilisé par les premières fusées Ariane (Ariane 1, 2 et 3) dont le portique et la table de lancement avaient été démolis, il en a repris certains équipements : le château d'eau et les carneaux d'évacuation des gaz. Une nouvelle table de lancement a été construite. Les différents composants du lanceur Vega (étages à propergol solide, étage à propergol liquide, charge utile avec sa coiffe) sont assemblés à la verticale sur celle-ci à l'abri d'un portique mobile haut de 50 mètres et pesant 1 000 tonnes. Le portique dispose d'un pont-roulant pour manipuler les différents composants. Le remplissage des ergols est également effectué avant que le portique soit déplacé à une certaine distance du pas de tir avant de procéder au lancement. Une tour ombilicale solidaire de la table de lancement assure les liaisons électriques, informatiques et les canalisations entre la fusée et les installations au sol jusqu'au décollage du lanceur.

Installations de la zone de lancement Vega
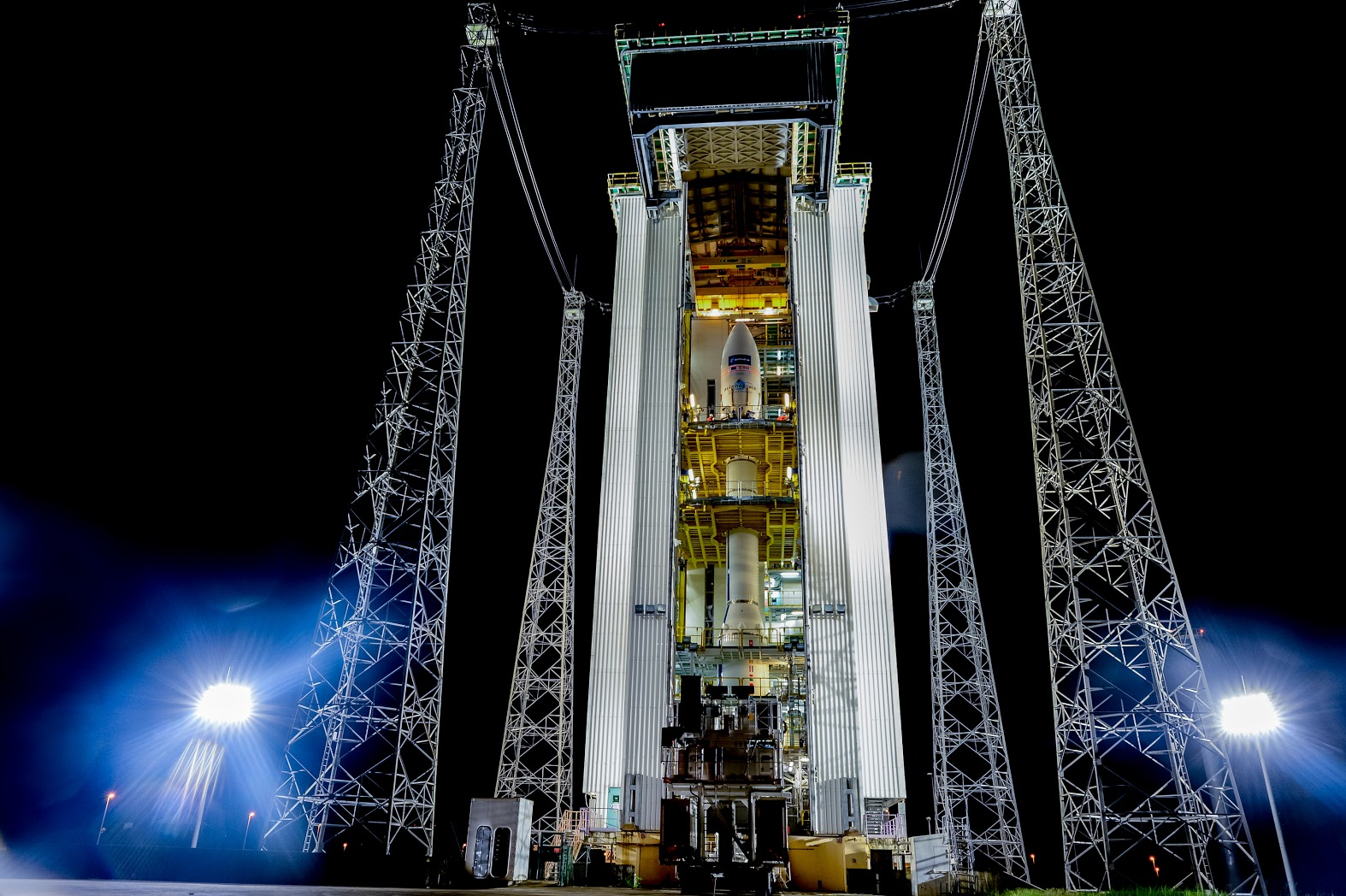
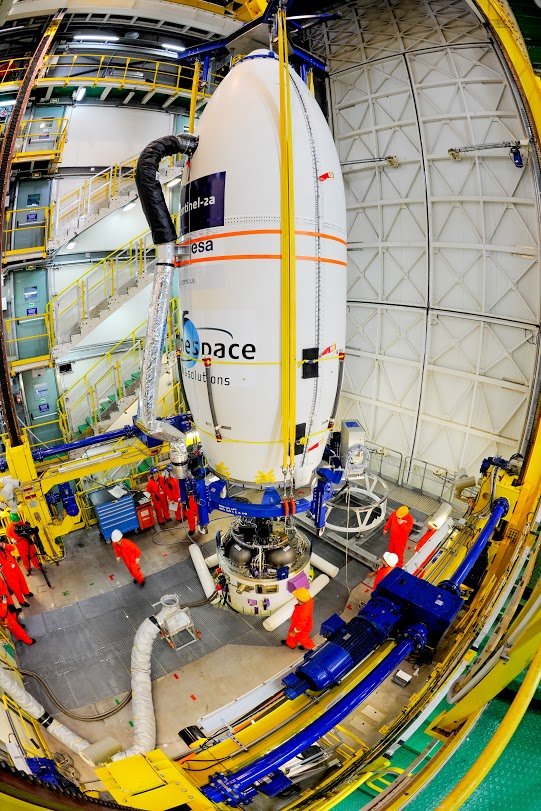
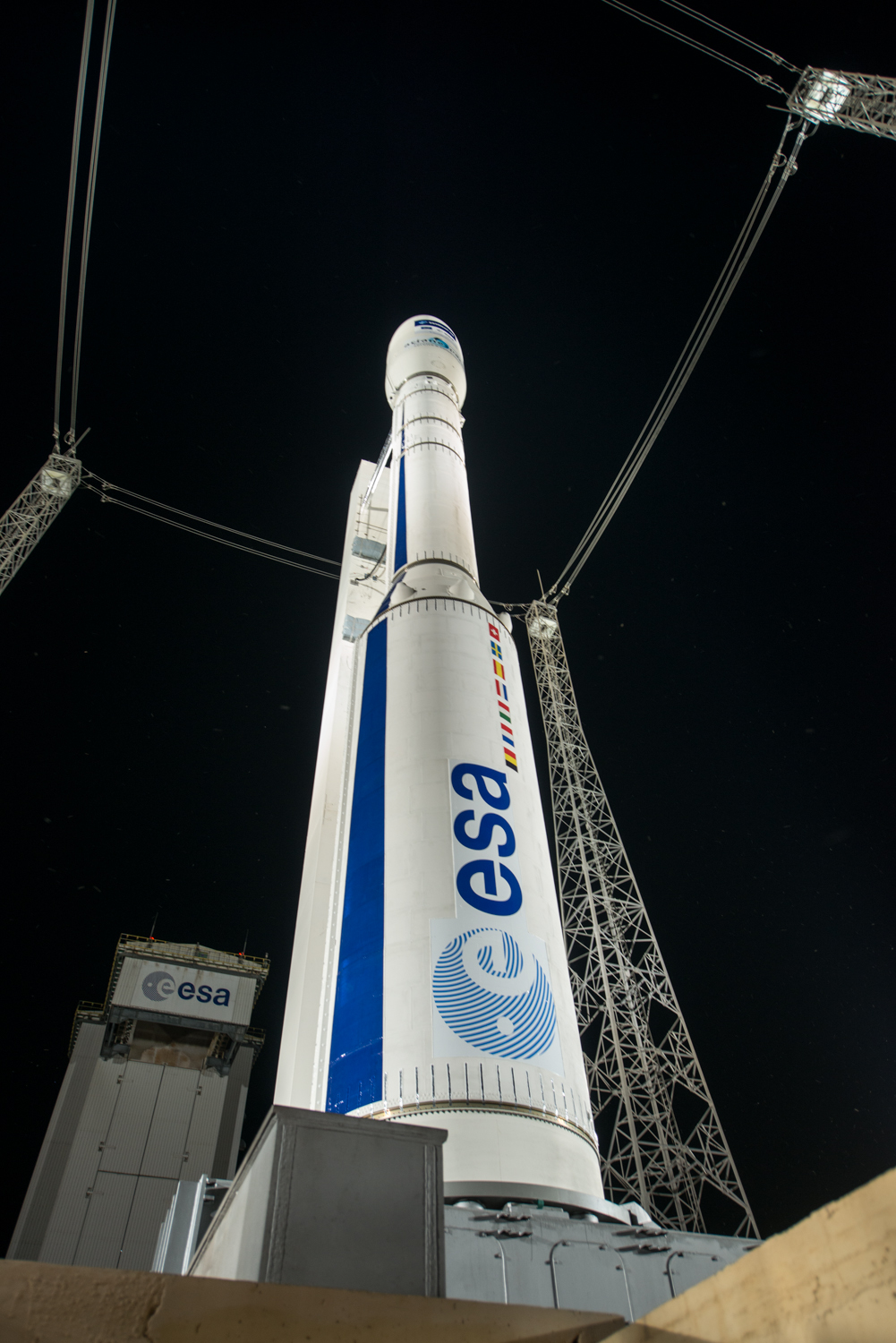

### Ensemble de lancement ELA4 (Ariane 6)

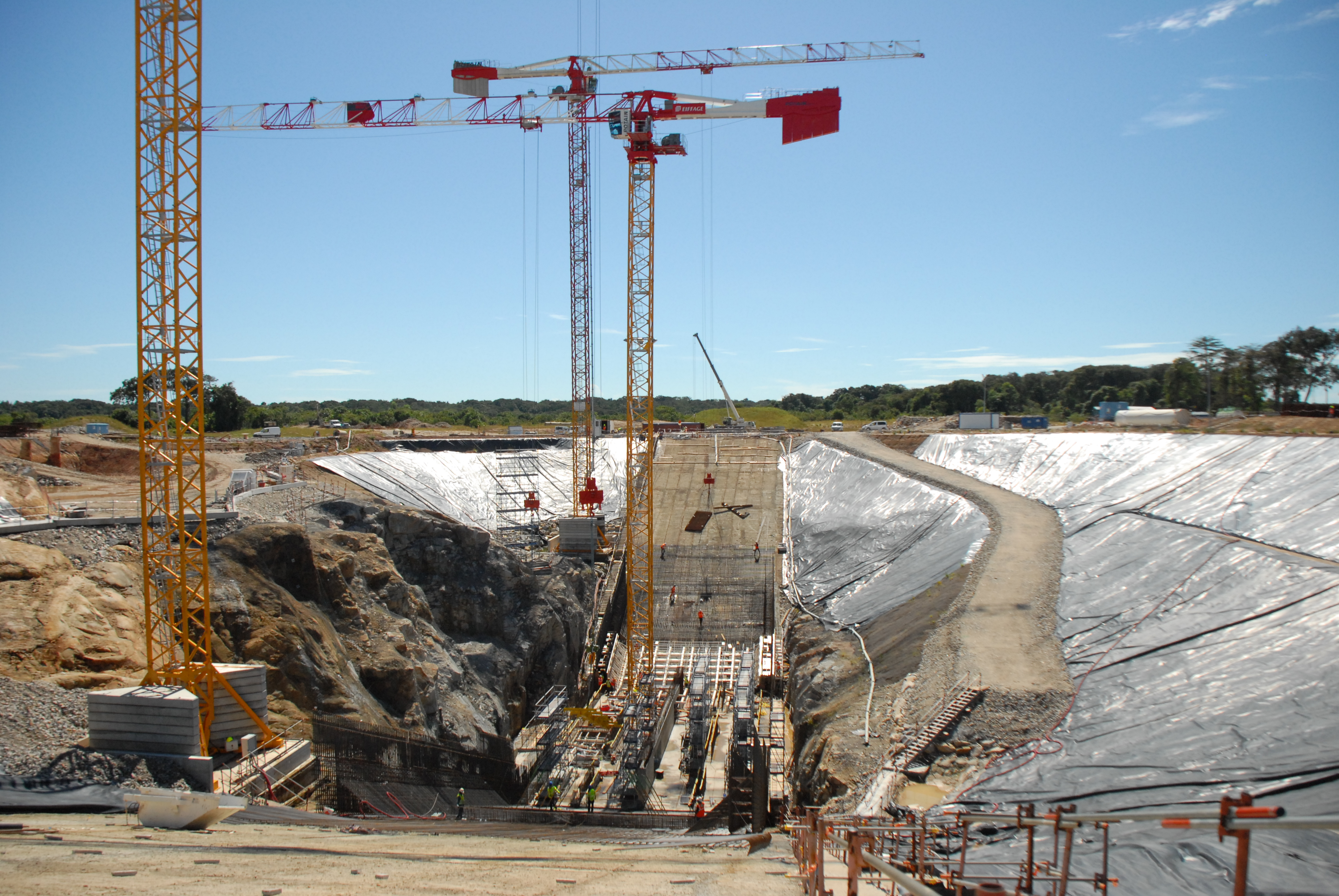
Le pas de tir ELA4 en cours de construction (été 2017).

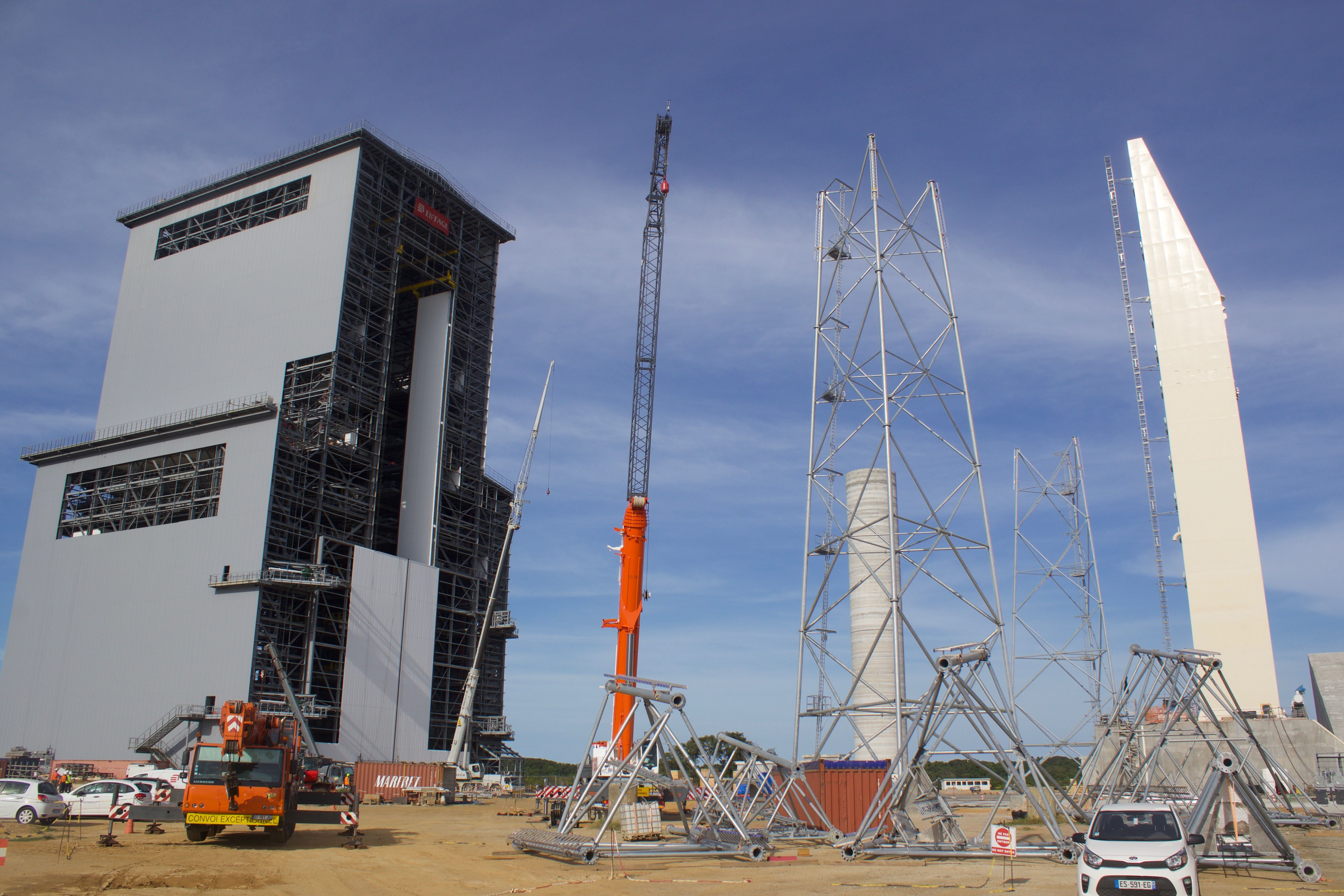
Le portique mobile en cours d'achèvement.

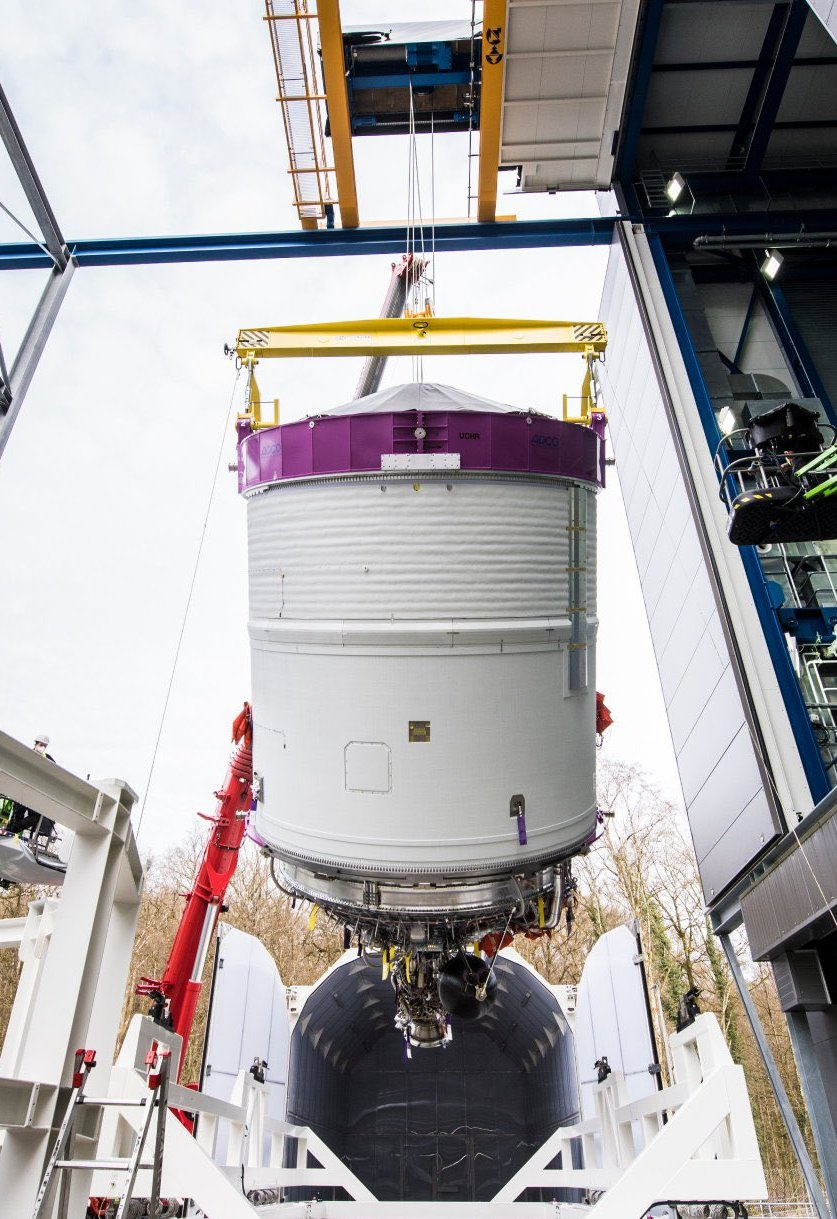
Le deuxième étage de l'Ariane 6 est testé sur un banc d'essais.

L'ensemble de lancement ELA-4, d'où est tiré le lanceur Ariane 6 (Schéma 1 : G), est conçu pour limiter la durée d'une campagne de lancement à deux semaines et ainsi réduire les coûts associés en permettant une cadence d'environ 12 tirs par an. Les principaux éléments du complexe de lancement ELA-4 sont le bâtiment d'assemblage BAL (Bâtiment d'Assemblage Lanceur Schéma 1 : 9) et un pas de tir disposant d'un portique mobile et d'un mât ombilical.

#### Bâtiment d'assemblage
Les deux étages du corps central arrivent par bateau en Guyane. Le premier étage est en provenance de l'établissement des Mureaux (France) de la société ArianeGroup tandis que le second étage a été fabriqué à Brême (Allemagne), également établissement d'ArianeGroup. Après avoir été débarqués au port de Pariacabo, ils sont convoyés par la route jusqu'au BAL. Ce bâtiment, long (116 m pour 41 m de large et 35 m de haut), comprend une zone où les étages sont sortis de leurs conteneur, et une zone d'assemblage composée de deux postes permettant d'y loger deux lanceurs : un poste d'assemblage proprement dit et un poste de stockage. Contrairement à la méthode employée pour Ariane 5, le premier étage et le second étage du lanceur sont assemblés dans le BAL à l'horizontale. La préparation dans le bâtiment d'assemblage dure quelques jours mais les étages peuvent y être stockés pour une plus longue durée. Une fois assemblés, les deux étages sont transportés jusqu'au pas tir distant de 800 mètres à l'horizontale sur un véhicule à pneus (le TCC Transporteur de Corps Central). Celui-ci est constitué de deux sous-ensembles distincts qui enserrent respectivement l'avant et l'arrière du corps central disposé à l’horizontale et qui sont filoguidées durant leur trajet par des bandes magnétiques. Arrivé sur le pas de tir, la partie avant du corps du lanceur est libérée et soulevé par le pont roulant du portique mobile pour être placé à la verticale sur la table de lancement,.

#### Portique mobile
Une fois sur le pas de tir, la phase qui va jusqu'au lancement dure environ une semaine. Le corps central du lanceur constitué des deux étages est dressé à la verticale et fixé sur la table de lancement grâce à un pont roulant situé dans le portique mobile qui vient entourer le lanceur et permet de finaliser l'assemblage à l'abri des éléments extérieurs. Ce portique se déplace à la vitesse de 7,6 mètres par minute sur des rails grâce à 16 bogies mis en mouvement par 128 moteurs synchronisés. Haut de 89 mètres avec une section de 58x56 mètres, sa structure métallique représente une masse de 8 200 tonnes soit plus que la Tour Eiffel. Les propulseurs d'appoint et le composite (coiffe, charge utiles et adaptateurs) y sont assemblés en utilisant un pont roulant capable de soulever 46 tonnes. L'ouverture se referme grâce à deux portes inférieure et supérieure hautes respectivement de 42 et 30 mètres. Quatre à cinq heures avant le lancement, le portique mobile est déplacé sur ses rails pour l'éloigner du pas de tir d'environ 120 mètres. Les opérations de remplissage des réservoirs des premier et deuxième étages avec les ergols cryogéniques (oxygène et hydrogène liquide) débutent. Un mât ombilical solidaire de la table de lancement et haut de 66 mètres sert de support aux différentes canalisations (alimentation des réservoirs du deuxième étage, climatisation de la coiffe) et aux liaisons électroniques,,.

#### Table de lancement
La table de lancement, qui est fixe, repose sur le massif de lancement, un ensemble en béton semi-enterré long de 95 mètres, large de 35 mètres et profond de 30 mètres. La table de lancement est percée de cinq orifices créés pour laisser passer au moment du décollage les jets de gaz brûlants des accélérateurs à poudre et du moteur Vulcain. L'orifice ménagé pour ce dernier est entouré par un tore métallique qui, durant l'allumage du Vulcain, diffuse à haut débit de l'azote vers le bas pour entraîner l'hydrogène non brûlé et éviter une explosion. Au moment du décollage, les flammes des moteurs sont dirigées vers une tranchée profonde de 30 mètres au fond de laquelle se trouve un déflecteur qui dévie les jets vers deux évacuateurs de gaz latéraux. Le pas de tir est arrosé avec de grandes quantités d'eau en provenance d'un château d'eau haut de 90 mètres et contenant 1 000 m3 d'eau situé à 150 mètres du pas de tir (système de déluge). L'eau, qui arrive par une canalisation de 2,6 mètres de diamètre avec un débit de 30 m3 par seconde maintenu durant 36 secondes, permet d'atténuer les effets acoustiques et vibratoires, d'abaisser la température des gaz en sortie des moteurs (3 000 °C) et de diminuer leur acidité. Il y a en fait trois systèmes d'arrosage distincts qui sont déclenchés chacun à des moments précis de la séquence de lancement : le premier arrose le déflecteur en fond de carneaux, le second arrose sous la table et casse le jet du moteur Vulcain, le troisième dont les vannes sont situées tout autour de la table de lancement arrose celle-ci. L'eau, devenue acide et polluée, est immédiatement pompée et recyclée avant d'être rejeté dans le réservoir de la Roche Nicole qui sert de source d'approvisionnement pour le château d'eau. Un carneau unique (il y en a trois sur le pas de tir d'ELA-3, un par moteur), permet d'évacuer les gaz moteurs produits au décollage. Disposant de deux évacuateurs de gaz longs de 64 mètres avec une section de 18x20 mètres, il a été conçu pour réduire la fréquence des gros travaux d'entretien (tous les 15 à 20 lancements),.

#### Le centre de contrôle
Les opérations de préparation et de lancement des fusées Ariane 6 sont pilotées depuis une nouveau centre de contrôle installés dans le bâtiment CDL 3 où sont déjà réalisées les opérations similaires pour Ariane 5. Un ensemble d'applications d'informatique industrielle a été développé (le banc de contrôle) pour superviser et mettre en œuvre l’ensemble des installations sol du pas de tir jusqu’au décollage : intégration et contrôle du lanceur, remplissage des réservoirs, ultimes vérifications, gestion des problématiques de sécurité et séquence synchronisée. Le banc de contrôle a été développé par un groupement piloté par la société espagnole GTD, basée à Barcelone comprenant la société Clemessy (groupe Eiffage).

#### Aménagements des installations existantes
Les installations et équipements utilisés pour la préparation d'Ariane 5 ont été aménagés pour Ariane 6 :
- La porte du bâtiment où les charges utiles sont placées sous leur coiffe (BAF-HE) a été rehaussée pour permettre à la version plus longue de la coiffe de passer en étant déjà installé sur son véhicule de transport.
- La préparation des propulseurs d'appoint a été profondément remaniée :
  - Adaptation de la coulée des blocs de poudre dans le bâtiment UPG ;
  - Création du BPP (Bâtiment de basculement propulseur) où le propulseur est placé dans un berceau (le skidder), qui permet sa manipulation durant toutes les opérations d'assemblage suivantes, puis placé à l'horizontale sur un nouveau fardier, l'AIT 400 ;
  - Ajout de deux cellules dans le bâtiment BIP (Schéma 1 : 14) pour permettre l'assemblage avec sa tuyère, son allumeur et son cône ;
  - Mise à la verticale de l'ensemble dans le bâtiment EFF (ESR Finishing Facilities). L'accélérateur à poudre est placé sur une palette martyr (qui sert de support sur la table de lancement) et l'assemblage est finalisé : mise en place des protections thermiques, brochage des vérins sur la tuyère, essais fonctionnels, mise en place des bielles qui le relie à l'étage central ;
  - Stockage dans le BSB (Bâtiment Stockage Booster), un bâtiment qui permet de stocker 6 à 12 étages P120C en attendant leur utilisation.
- Plusieurs véhicules ont été développés pour transporter les composants d'Ariane 6 :
  - Le fardier AIT 400 chargé de transporter et basculer de l'horizontale à la verticale les propulseurs d'appoint durant les différentes phases de leur assemblage ;
  - L'UCT (Upper Composite Trailer, en français « remorque du composite supérieur ») est conçu pour transporter le composition (coiffe et charges utiles) du BAF-HE jusqu'au pas de tir. Pouvant transporter un colis de 20 mètres de haut d'une masse de 25 tonnes, ce véhicule hors norme est large de 6 mètres, long de 26 mètres et a une masse de 160 tonnes à vide. IL dispose d'une cabine de pilotage à chaque extrémité et circule à une vitesse de 9,5 km/h propulsé par trois groupes électrogènes qui permettent également de maintenir des conditions optimales de température et d'hygrométrie sous la coiffe[15] ;
  - Le TCC (Transporteur du Corps Central) qui transporte le corps central du lanceur du BAL jusqu'au pas de tir.

### Ensembles de lancement désaffectés
Plusieurs ensembles de lancement ne sont plus utilisés à la suite du retrait des lanceurs pour lesquels ils avaient été édifiés.

#### ELA-1 (Ariane 1, 2 et 3)
L'ensemble de lancement Vega a été édifié sur le site occupé précédemment successivement par les installations de lancement de la fusée Europa 2 puis par celles des lanceurs Ariane 1, 2 et 3 (Schéma 1 : E). Europa 2 a effectué un unique vol le 5 novembre 1971 mais la fusée a explosé deux minutes 30 secondes après son décollage, entraînant son abandon ainsi que la dissolution de l'ELDO, l'organisation européenne qui était chargée de la développer. Le hall d'assemblage de la fusée Europa était situé à 100 mètres du pas de tir tandis que le centre de contrôle se trouvait à environ 250 mètres de la table de lancement. Ces installations sont refondues pour le nouveau lanceur Ariane qui effectue son premier vol le 24 décembre 1979. Mais celles-ci ne permettent qu'une cadence de tir limitée (4 à 5 lancements par an) et ne sont pas adaptées aux dimensions de la version Ariane 4 du lanceur. Elles sont abandonnées en 1989 après 25 lancements à la suite du dernier tir d'une fusée Ariane 3. Les installations sont démontées en juin 1991. Après 20 ans d'abandon, elles sont refondues pour accueillir la zone de lancement de la fusée Vega,.

#### ELA-2 (Ariane 4)
L'ensemble de lancement ELA-2 (Schéma 1 : C), actif de 1986 à 2003, a été construit d'une part pour s'adapter aux caractéristiques de la nouvelle version Ariane 4 (celle-ci était plus haute que les précédentes versions de la fusée et utilisait des propulseurs d'appoint à ergols liquides nécessitant de nouvelles installations) et d'autre part pour permettre de réaliser 10 tirs par an contre 5 pour ELA-1 tout en donnant plus de flexibilité aux opérations de préparation. À cet effet, les zones de préparation et de lancement sont complètement séparées, ce qui permet l'exécution simultanée de deux campagnes de lancement.
Les composants du lanceur Ariane étaient acheminés depuis l'Europe par bateau jusqu'au port Paraiacabo puis par voie routière jusqu'à la zone de lancement. La fusée y était assemblée à la verticale sur une table de lancement mobile d'environ 500 tonnes dans une zone de préparation distante du pas de tir. Les deux zones étaient reliées entre elles par une double voie ferrée large de 9 mètres et longue de 950 mètres de long sur laquelle la table de lancement se déplaçait. Une fois le lanceur assemblé (cette phase durait environ une quinzaine de jours), celui-ci était transféré jusqu'au pas de tir. Deux tables de lancement mobile étaient utilisées pour permettre l'exécution simultanée de deux campagnes de lancement. La voie ferrée comprenait à mi-distance une plateforme tournante associée à une voie de dégagement pour permettre aux deux tables de se croiser. Une fois la table de lancement et le lanceur arrivé au pas de tir, ce dernier faisait l'objet de tests, les charges utiles (satellites) étaient placés à son sommet puis recouverts par la coiffe et les réservoirs de la fusée étaient remplis avec les ergols. Ces opérations ainsi que le lancement étaient contrôlés et commandés à distance depuis un bâtiment blindé protégé par une dalle de béton de 2 mètres d'épaisseur et une couche de terre de 4 mètres,.
C'est une fusée Ariane 3 qui a inauguré la nouvelle installation en mars 1986 et la première fusée Ariane 4 a été lancée le 15 juin 1988. 114 fusées Ariane 4 ont été tirées depuis ce complexe. L'utilisation d'ELA-2 s'est achevée avec le lancement de la dernière fusée Ariane 4 qui a lieu le 15 février 2003. Le site est démantelé en septembre 2011,.

#### Ensemble de lancement des fusées Diamant
L'ensemble de lancement des fusées Diamant est situé à 17 kilomètres au nord-ouest de Kourou entre la Route Nationale 1 (future route des étoiles) et l'Océan Atlantique. Il se site à 4 kilomètres au nord-ouest du complexe de lancement des fusées-sondes et à environ 1 200 mètres de la route (Schéma 1 : B). Les installations construites pour le tir de ce petit lanceur haut de 19 mètres et d'une masse d'une vingtaine de tonnes ont été utilisées à huit reprises entre 1970 et 1975. Le lanceur est assemblé sur la table de lancement fixe grâce à une tour de montage mobile (haute de 34,2 m pour une largeur de 10,3 mètres et une masse de 305 tonnes) entièrement climatisée et équipée d'un pont-roulant de 20 tonnes et de plateformes articulées pour accéder aux différents étages du lanceur. Les composants du lanceur et la charge utile sont préparés dans un hall d'assemblage situé à seulement 25 mètres de la table de lancement mais doté d'un mur renforcé (50 centimètres) permettant de résister à l'explosion du lanceur au décollage. Un sas, permettant de travailler à l'abri des intempéries, relie le hall d'assemblage à la tour de lancement. Il est déplacé latéralement au moment du lancement. Le hall d'assemblage est équipé d'un banc de contrôle et d'un pont-roulant de 30 tonnes. La table de lancement est constituée d'un treillis métallique et dispose d'un double déflecteur de 27 mètres. Elle est flanquée d'un mât ombilical haut de 27 mètres qui supporte différents câbles de liaison entre le sol et le lanceur. Les opérations de préparation et de lancement sont pilotées depuis un centre de contrôle situé dans un blockhaus semi-enterré à 120 mètres de la table de lancement. Les ergols hypergoliques utilisés par le lanceur sont amenés par des camions citernes. Pour le lancement, la tour de montage mobile, qui est montée sur des rails, est reculée de 50 mètres dans la direction opposée au hall d'assemblage. Le site comprend plusieurs autres bâtiments : local pyrotechnique, bureaux, bâtiment de servitude.
Après le tir de la dernière fusée Diamant en 1976, l'ensemble de lancement tout comme le Centre Spatial Guyanais est mis en sommeil. En 1978, le lanceur Ariane prend le relais et le site Diamant est abandonné. Durant plusieurs années, certains de ses bâtiments hébergent la Légion étrangère puis une brigade de la gendarmerie mobile. Au milieu des années 1990, il est reconverti pour le stockage des déchets avant leur retraitement ainsi que celui des propulseurs à poudre d'Ariane 4 après leur récupération en mer. En 2020, des travaux de réhabilitation sont entamés pour transformer le site en zone de lancement des démonstrateurs Callisto puis Themis et du lanceur Maïa. La tour de montage mobile est démolie mais par contre il est prévu que le hall d'assemblage et le centre de contrôle soient réutilisés,.
En 2021, le CNES prévoit de transformer ce site en un ensemble commun à plusieurs micro et mini-lanceurs européens. Le site est rebaptisé Ensemble de Lancement Multilanceurs (ELM) et en juillet 2022, en plus des démonstrateurs déjà retenus, 7 lauréats commerciaux sont pré-sélectionnés, :
- Avio (Italie)
- HyImpulse Technologies (Allemagne)
- Isar Aerospace (Allemagne)
- MaiaSpace (France)
- PLD Space (Espagne)
- Rocket Factory Augsburg (Allemagne)
- Latitude (France)

#### Complexe de lancement des fusées-sondes

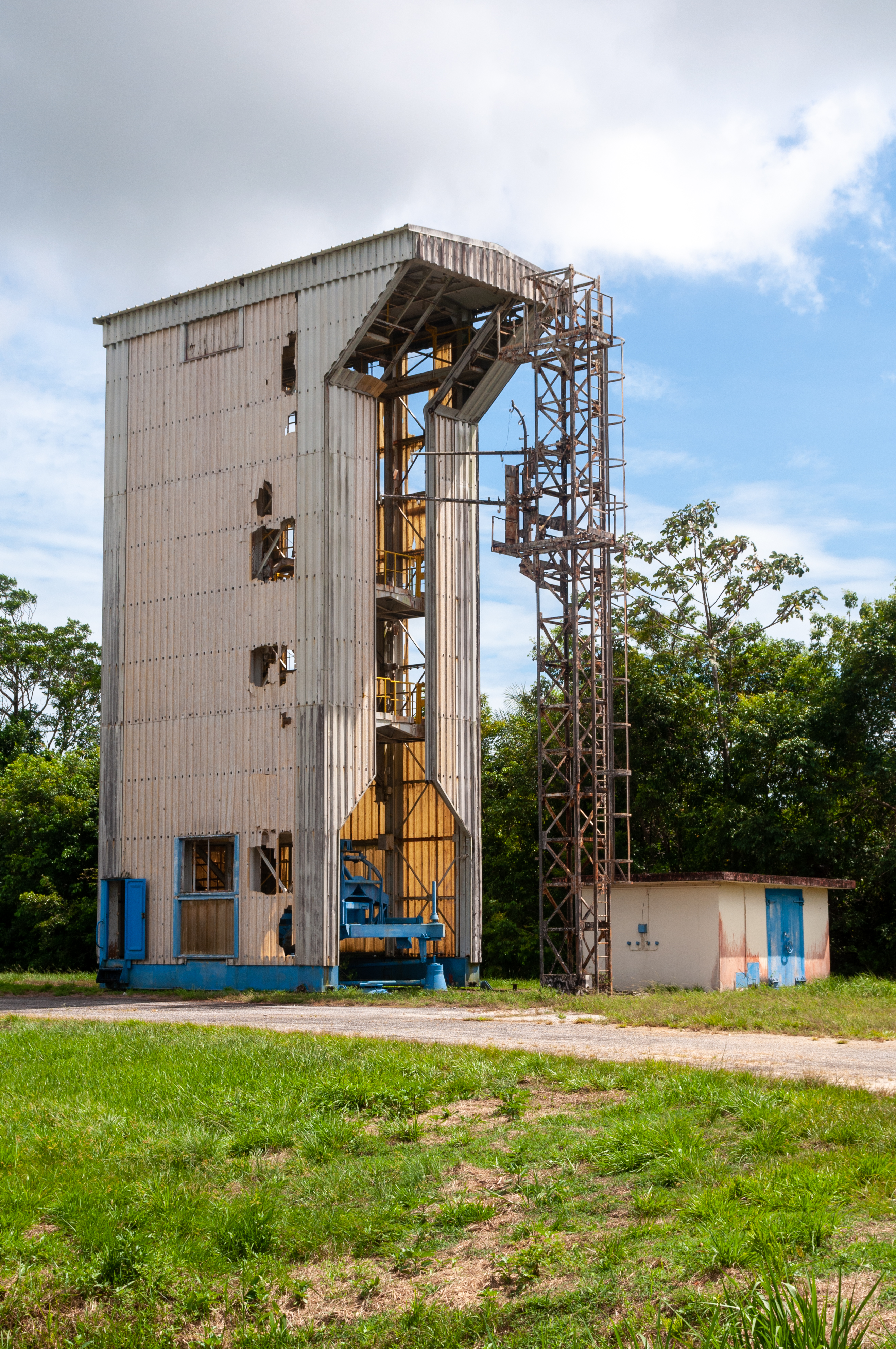
Rampe F4 d'où a été lancée Véronique.

L'ensemble de lancement des fusées-sondes, situé à environ 7 kilomètres de l'entrée du CSG (Schéma 1 : A), a été utilisé pour lancer 412 fusées-sondes et ballons entre 1968 et 1981. C'est de là qu'est lancé la première fusée du CSG, la fusée-sonde Véronique le 9 avril 1968. L'ensemble comprend un centre de lancement, deux halls d'assemblage et quatre plateformes de lancement. Les fusées-sondes effectuent des vols suborbitaux qui permettent de mesurer les conditions que va rencontrer le lanceur dans la haute atmosphère : pression, température, vitesse du vent. Ainsi des fusées-sondes Super-Arcas sont lancées jusqu'en 1992 après chaque lancement de fusées Ariane lors des changements de version de celle-ci. Des fusées Super-Loki (en) sont également utilisées pour mesurer la densité de l'atmosphère et la direction des vents jusqu'à une altitude 60 kilomètres pour les vols de qualification. En 2022, il est désaffecté.

## Autres installations

### Préparation des charges utiles

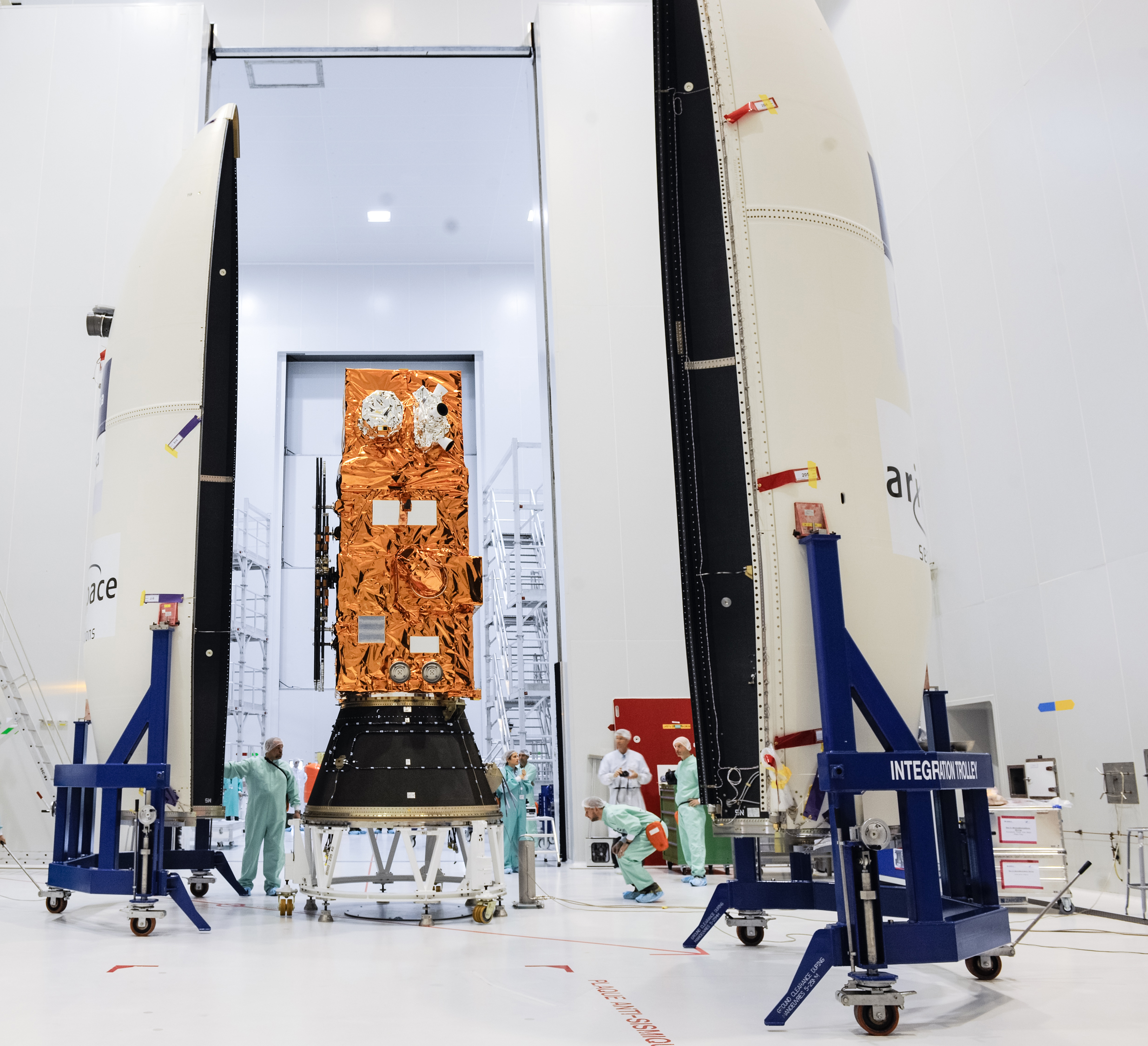
Le satellite Sentinel-2 dans une salle blanche du centre de préparation.

Les charges utiles qui doivent être placées en orbite (satellites, sondes spatiales, cargo spatial, ...) arrivent généralement par avion cargo à l'aéroport Cayenne-Félix-Éboué de Matoury et plus rarement par bateau (JWST). Elles sont transportées jusqu'à Kourou dans leur conteneur par convoi routier exceptionnel car leur gabarit est généralement hors norme. Elles sont déchargées dans une des trois installations spécialisées où elles sont préparées avant leur lancement. Cette préparation comprend les tâches suivantes :
- Contrôle et test des satellites : contrôles électriques, intégration des composants, tests des mécanismes. Cette phase dure plusieurs semaines.
- Quelques jours avant l'assemblage avec le lanceur, les réservoirs d'ergols des satellites (carburant utilisé pour leur propulsion) sont remplis par des spécialistes (les ergoliers). Cette tâche est délicate car les ergols utilisés sont généralement très toxiques (UDMH...). Pour la réaliser, les ergoliers portent de lourdes combinaisons étanches.
- Les satellites sont placés sous la coiffe qui les protègent de l'atmosphère durant la phase initiale du lancement. Le composite, formé par la coiffe et les satellites, est transféré jusqu'à la zone de lancement pour y être assemblé avec le lanceur.

Le Centre Spatial Guyanais dispose de trois sites distincts de préparation des satellites avant leur installation sur le lanceur (bâtiments EPCU Ensemble de Préparation des Charges) : 
- Le S1 situé dans la zone du centre technique à l'entrée du CSG. Ses installations ont été rénovées en 2012[26].
- Le S3 est situé près des zones de lancement d'Ariane 5 et Vega.
- Le S5, situé à mi-chemin entre l'entrée du CSG et les zones de lancements (Schéma 1 : 5), est le plus récent et a été inauguré en 2001. Il comprend trois bâtiments distincts reliés entre eux par des corridors permettant le transfert entre les salles de préparation et de remplissage. Les trois bâtiments sont séparés par des sas dont les portes mesurent 12 mètres de haut pour 8 mètres de large[11] :
  - Le bâtiment S5A conçu pour faire le plein d'ergols des satellites de taille moyenne (jusqu'à 4 tonnes).
  - Le bâtiment S5B qui permettent à la fois de préparer les satellites et d'effectuer les opérations de remplissage (jusqu'à 10 tonnes).
  - Le bâtiment S5C qui comprend 700 m2 de salles blanches permet de préparer plusieurs satellites en même temps.

Une fois préparés, les satellites sont transférés dans le Bâtiment d'Assemblage Final (BAF) situé sur la zone de lancement ELA-3 (Schéma 1 : 7) où ils sont installés sous la coiffe. Lorsque le composite supérieur (coiffe et charges utiles) est prêt, il est transféré jusqu'à la zone de lancement sur un camion spécialisé (dans le cas de Ariane 6, ce véhicule est l'UCT) qui permet de le véhiculer tout en maintenant l'environnement sous la coiffe aux conditions de température et de composition gazeuse requises.

### Centres de contrôle

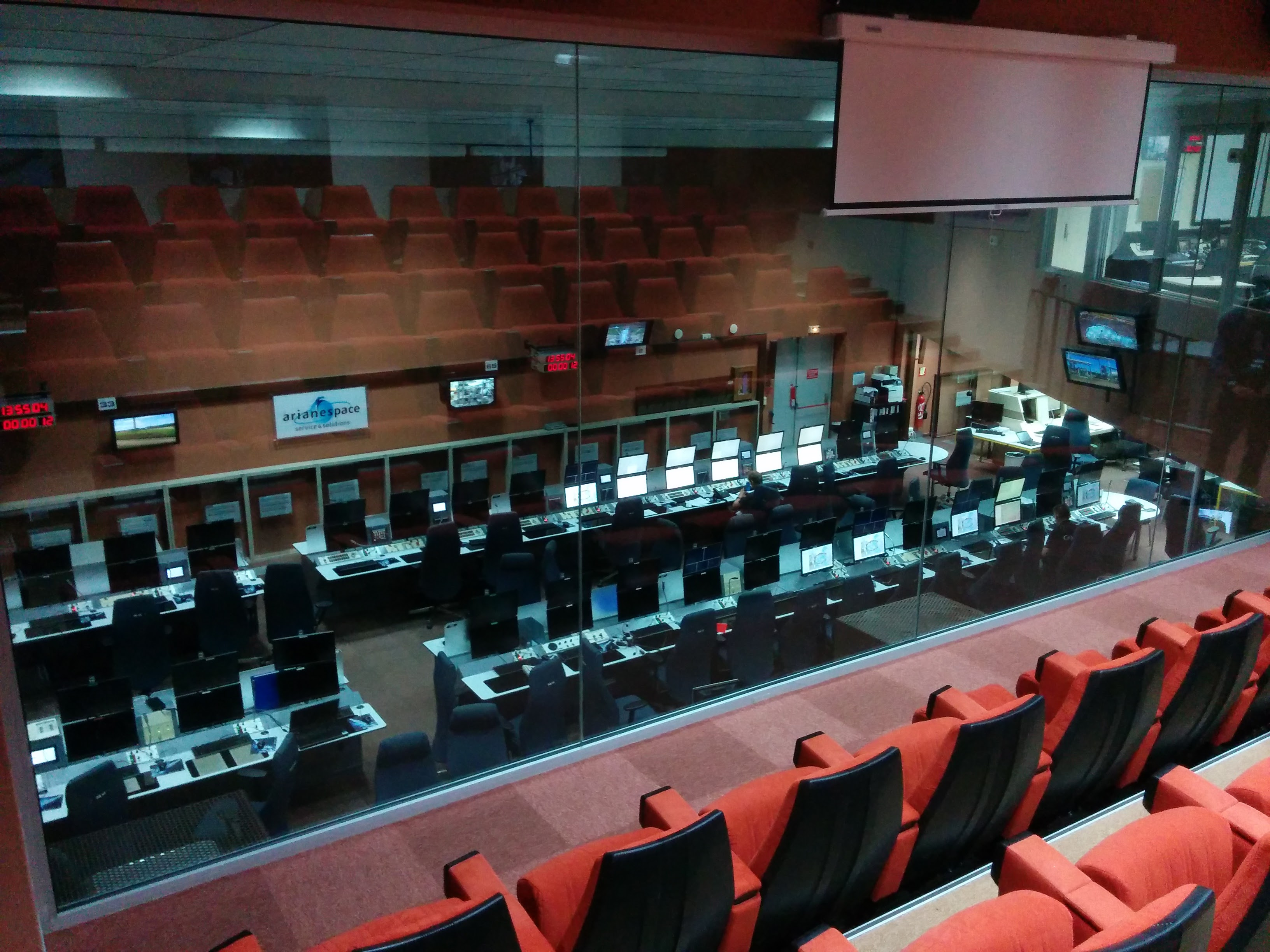
Salle de contrôle d'Ariane 5 dans le bâtiment CDL3.

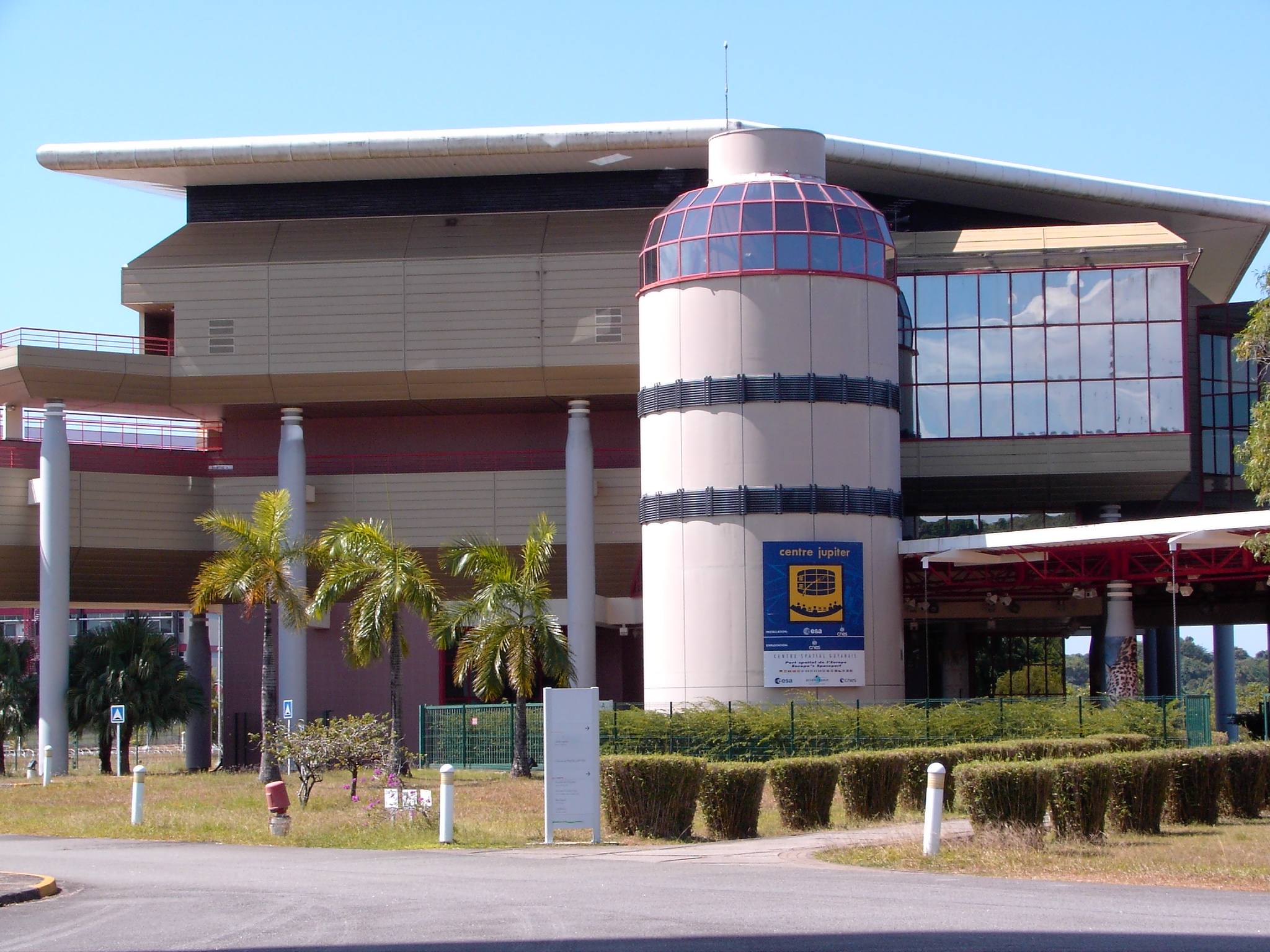
Le centre de contrôle Jupiter 2.

Le centre de lancement no 3 CDL 3 (Schéma 1 : 8) comprend plusieurs centres de contrôle qui permettent de mener simultanément des campagnes de lancement de fusées, Ariane 5 et Ariane 6 dans des salles dédiées. Ariane 5 dispose de deux salles de contrôle permettant de mener deux campagnes de lancement en parallèle. Le CDL 3 est situé à 4 kilomètres de du pas de tir d'Ariane 5 dans un bâtiment étanche et blindé conçu pour résister à l'explosion du lanceur et permettre à ses occupants d'y séjourner 20 heures en cas d'accident ou de report. On y réalise les opérations de contrôle, les commandes et le suivi du lanceur depuis le début de son assemblage jusqu'à son arrivée sur le pas de tir. Le centre de contrôle prend également en charge les opérations de chronologie finale,.
Le centre de contrôle du lanceur Soyouz est installé dans un bâtiment situé à environ 1 kilomètre de la zone de lancement de la fusée. Le centre de contrôle du lanceur Vega qui était dans le bâtiment CDL 3 a été déplacé dans un bâtiment dédié situé dans le centre technique à l'entrée du CSG à la suite de l'entrée en service de la version Vega C.
La salle de contrôle Jupiter 2 située à l'entrée de la base (Schéma 1 : 3) permet la coordination générale des opérations de la base. Après le décollage du lanceur, toutes les données sur l'état du lanceur et sa trajectoire y sont centralisées. Le centre Jupiter 2 est activé au cours d'une campagne de lancement lors des essais techniques, des répétitions et pour la chronologie finale le jour du lancement. Trois jours avant celui-ci, une répétition générale y est menée. En forme d’amphithéâtre, la salle permet d'accueillir le jour du lancement : les opérationnels, les invités et la presse. Au premier rang séparé du public par un mur vitré, se trouvent les opérationnels. Leur travail est coordonné par le Directeur des Opérations (DDO). Il est entouré par des spécialistes et des responsables représentant le CNES, l'Agence spatiale européenne, Arianespace et les clients gestionnaires des satellites. C'est le DDO qui donne le feu vert pour le décollage lorsque toutes les conditions sont considérées comme réunies. Plusieurs écrans de grande taille visibles de l'ensemble des pupitres, restituent l'état des différents systèmes ainsi que des images du lanceur. De l'autre côté de la vitre qui les sépare des opérationnels, une salle permet d'accueillir 230 personnes (en priorité les clients et les partenaires institutionnels mais le public y a également accès) qui peuvent ainsi assister en direct aux lancements via la retransmission vidéo sur trois écrans. Jupiter 2 comprend deux terrasses panoramiques qui permettent d'assister au décollage et un centre de presse qui dispose d'une vue directe sur la salle Jupiter 2. Cette salle a remplacé en 1996 une salle plus ancienne (Jupiter 1) qui a été utilisée pour les lancements des fusées Europe, Diamant, Ariane 1, 2, 3 et 4. Cette salle est désormais occupée par les spécialistes de la sauvegarde qui sont chargés de neutraliser le lanceur en cas de défaillance au décollage,,.

Salle de contrôle Jupiter 2
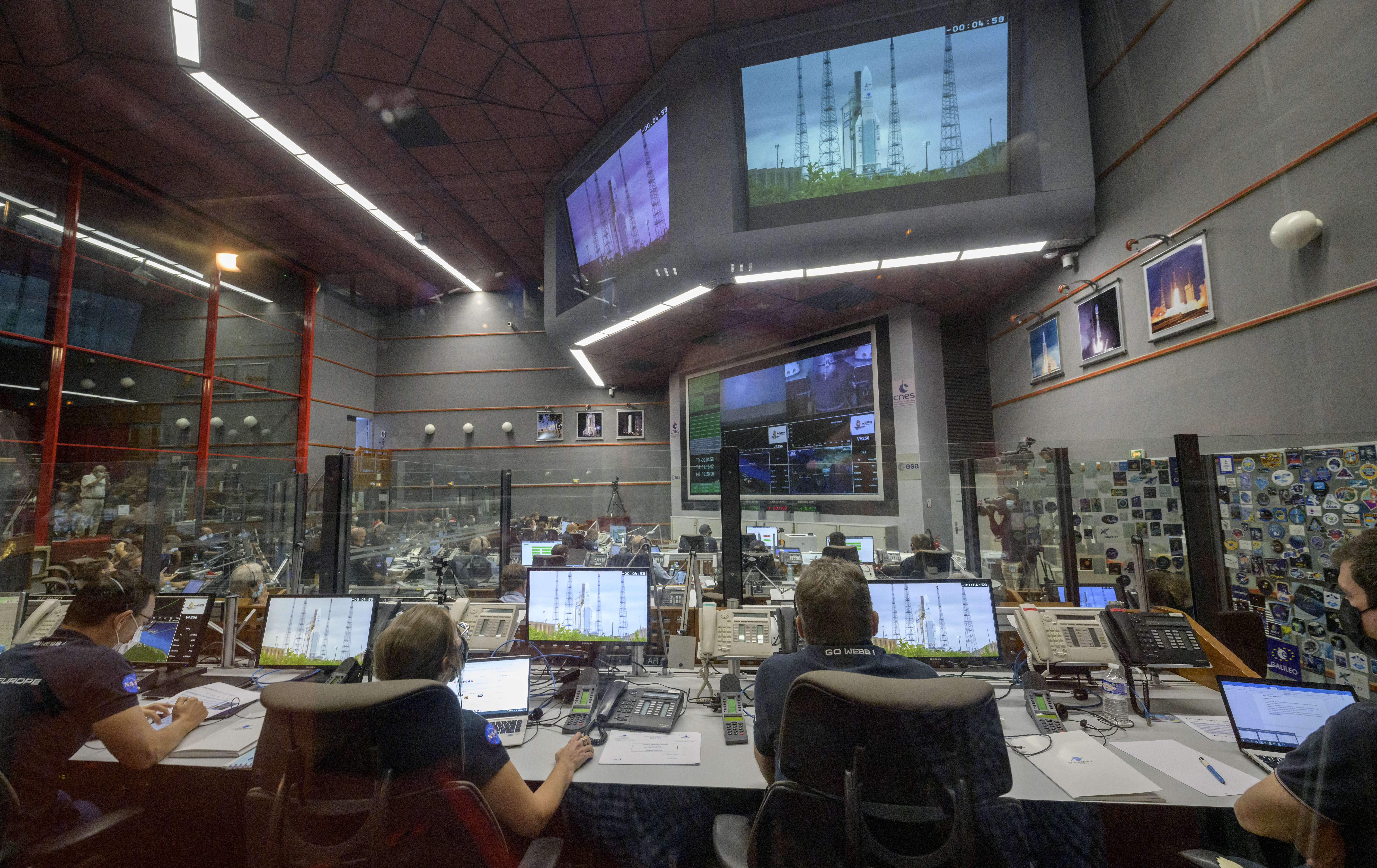
Les opérateurs du centre de contrôle Jupiter 2 lors du lancement du télescope spatial James-Webb en 2021.
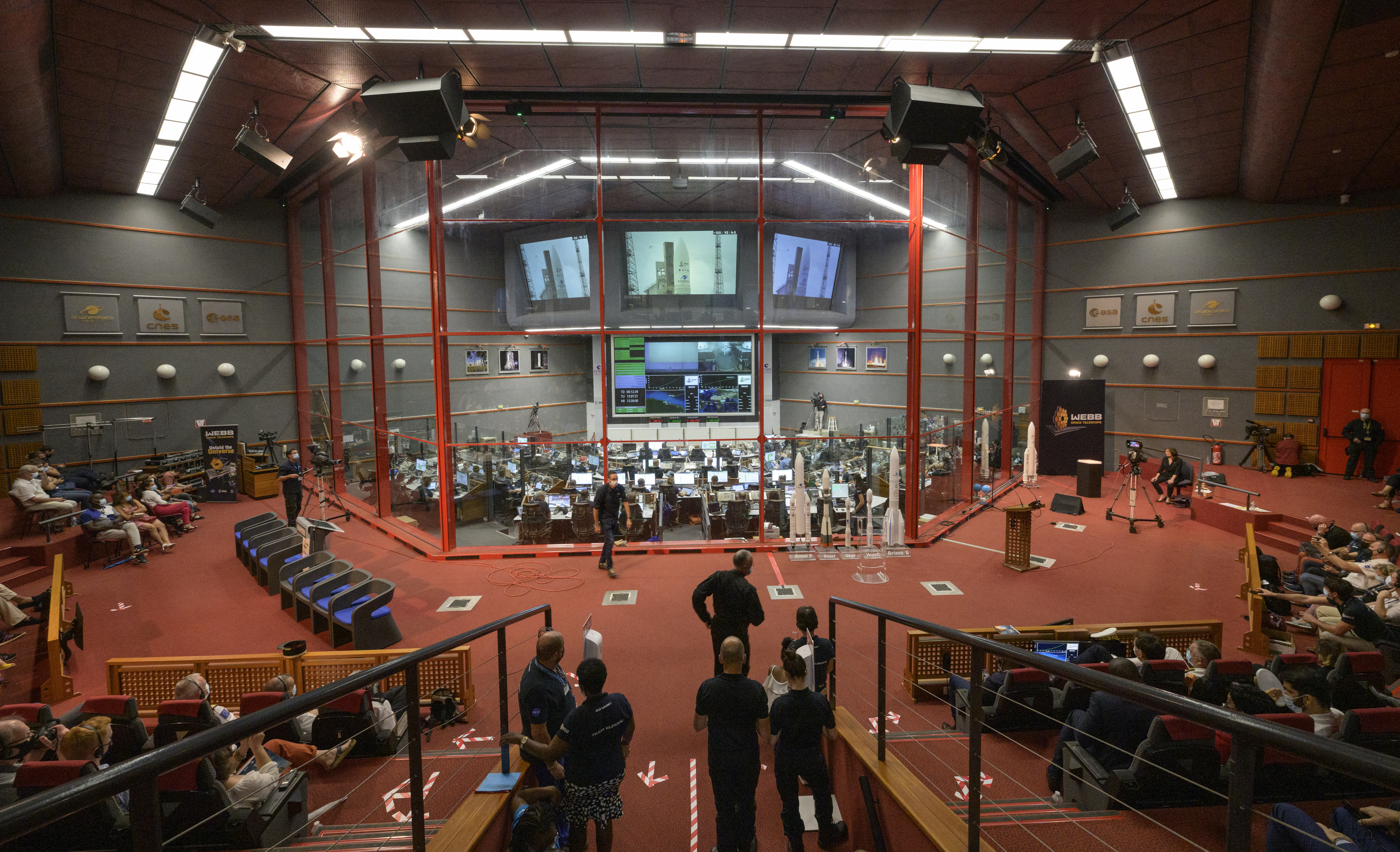
Vue d'ensemble de la salle Jupiter 2 avec la partie invités.

### Installations industrielles

#### Production des moteurs à propergol solide et banc d'essais
Les propulseurs d'appoint des lanceurs Ariane 5 (EAP), Ariane 6 et Vega C (P120C) sont en partie réalisés au CSG dans la zone de production des propulseurs (Schéma 2 : 1) qui occupe 300 hectares et comprend 40 bâtiments. Sont réalisés la fabrication et le chargement du propergol solide coulé à la verticale, les contrôles non destructifs et le stockage des segments chargés. L'usine de propergol de Guyane (UPG) fabrique et charge le combustible solide de deux des trois segments de chaque propulseur à poudre EAP (le troisième est coulé en Italie) et le segment unique des propulseurs à poudre P120C. L'enveloppe des propulseurs est par contre fabriquée en Europe. Le site dispose également d'un banc d'essais. Dans le Bâtiment Basculement Propulseur (BBP), les propulseurs P120C sont basculés de la position verticale à la position horizontale pour permettre leur intégration dans le Bâtiment d’Intégration des Propulseurs (BIP) : les boosters P120C y sont intégrés à l’horizontale dans une des deux cellules de préparation construites pour Ariane 6 et Vega C contrairement aux trois segments des EAP d’Ariane 5 qui y sont intégrés à la verticale. La tuyère du propulseur est installée. Le bâtiment de finition du propulseur (EFF), spécifique à la configuration Ariane 6 du P120C, permet de finaliser l'assemblage du P120C. Celui-ci y est remis à la verticale en vue de son stockage dans le Bâtiment de Stockage des Boosters (BSB) qui sert à stocker les propulseurs Ariane 6 et Vega C en attendant leur utilisation. La réalisation des blocs de propergol est réalisée par la société Regulus tandis que l'assemblage est pris en charge par Europropulsion,

#### Production des ergols et des gaz
Une grande partie des ergols et des fluides nécessaires au fonctionnement de la base et des lanceurs sont produits sur place par une filiale d'Air liquide. La base de lancement est pour cette raison un site industriel classé Seveso. Les unités de production (Schéma 2 : A) sont les suivantes : 
- Une unité de production d'oxygène et d'azote liquides a été créée en 1988 pour répondre initialement aux besoins de la fusée Ariane 4 et refondue en 2011. Elle a une capacité de production quotidienne de 45 000 litres d'oxygène liquide et 25 000 litres d'azote liquide. L'azote et l'oxygène sont obtenus à partir de l'air ambiant. Ces gaz sont stockés sous forme liquide dans des citernes fixes et mobiles. L'azote est transféré vers les zones de lancement via un réseau de canalisation tandis que l'oxygène liquide y est amené par des camions citernes. Ils permettant de produire les différents gaz utilisés par les fusées et les satellites ; oxygène liquide, hydrogène liquide, azote, hélium[32],[33].
- Une unité de production d'hydrogène qui tourne en permanence et fournit environ 30 000 litres d'hydrogène liquide par jour (une fusée Ariane 5 utilise un mois et demi de production). L’hydrogène est obtenu par vaporeformage à la vapeur de méthanol. Le méthanol provient de Trinidad ou des États-Unis et stocké dans la zone portuaire de Cayenne avant d'être acheminé jusqu'au CSG. L'hydrogène produit dans l'usine d'Air Liquide est stocké dans des réservoirs mobiles qui sont utilisés pour l'acheminer par voie routière jusqu'aux zones de lancement[33].
- Une unité de production d'air comprimé utilisant des compresseurs électriques et diesels ainsi qu'une usine d'eau glacée pour alimenter les dispositifs de séchage d'air. L'air comprimé est distribué sur les zones de lancement via un réseau de canalisations[33].

Certains gaz et ergols ne sont pas produits sur place : 
- L'hélium est importé des États-Unis et stocké sur place dans des réservoirs. Après mise sous pression (600 bars) il est injecté dans un réseau de canalisations qui dessert les différentes zones de lancement.
- La production des ergols hypergoliques (UDMH, ..) utilisés par l'étage EPS de la fusée Ariane 5 et les moteurs des satellites n'est pas effectuée sur place mais est dans une usine de l'ex SNPE située à Toulouse.

### Moyens de localisation et recueil des télémesures

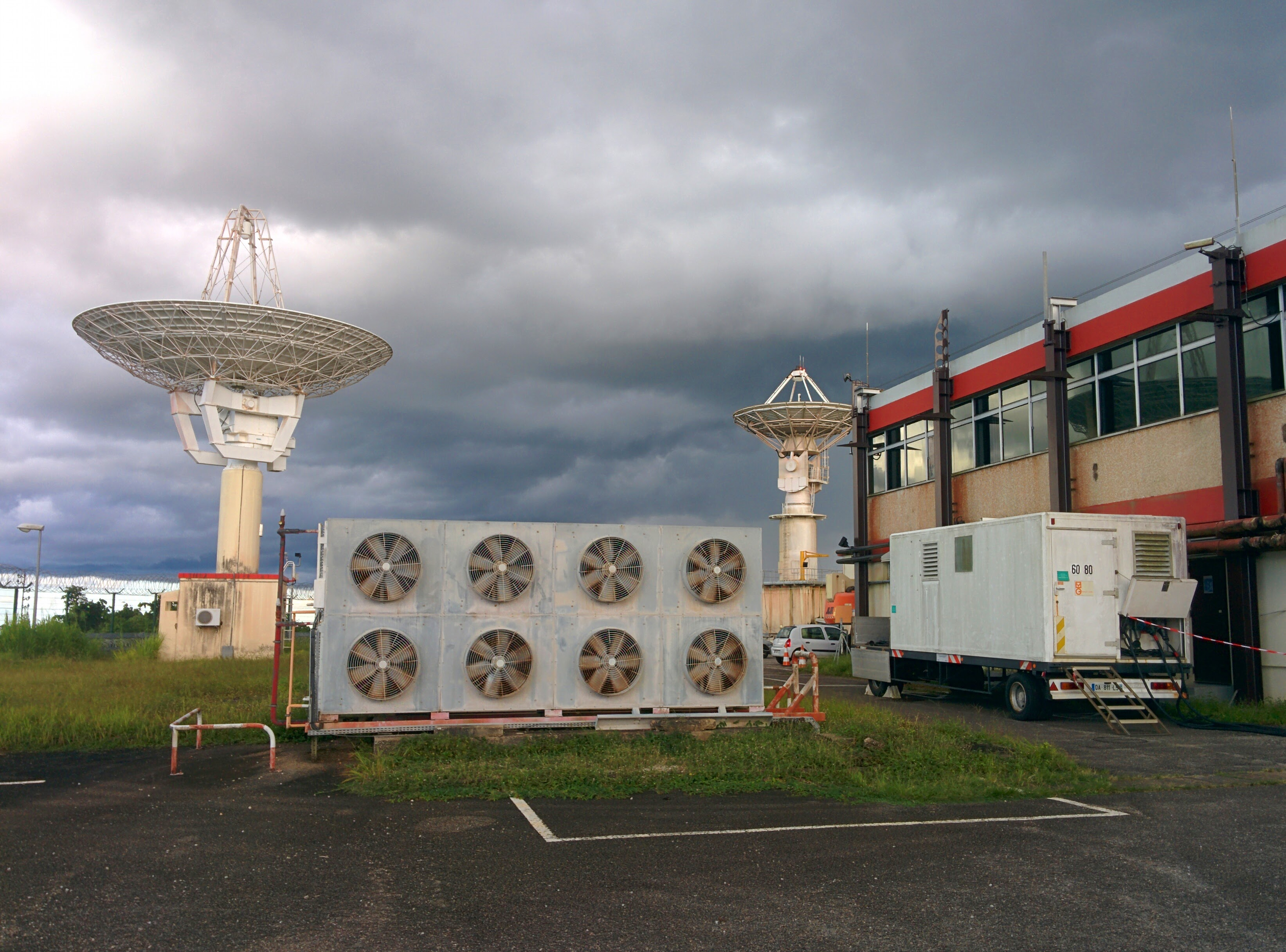
La station Galliot sur la colline des Pères au sud du CSG dispose à la fois d'un radar de trajectographie et d'antennes collectant les télémesures.

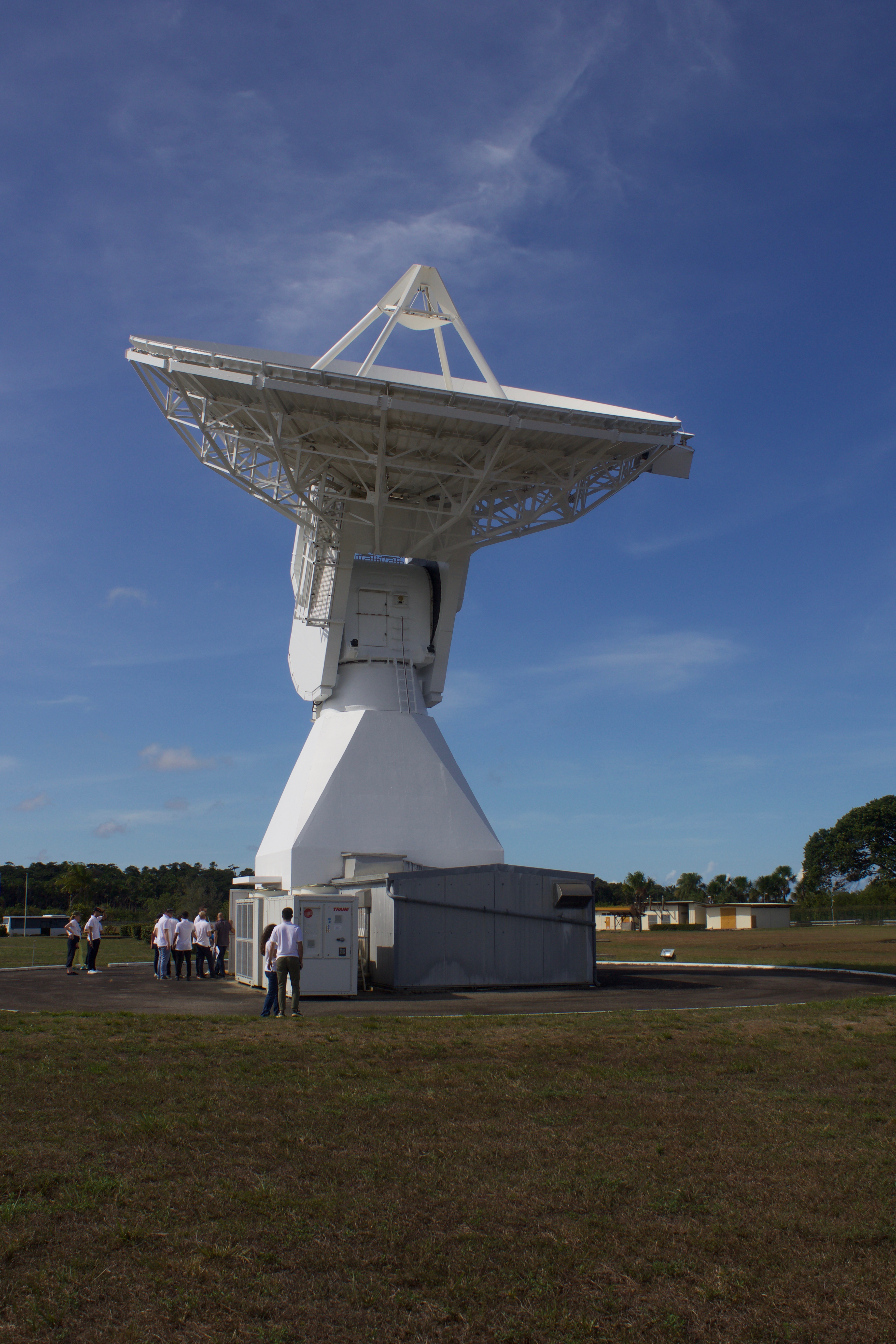
Antenne parabolique de la station Diana.

Pour suivre le lanceur après son décollage pendant sa phase propulsée et collecter les données sur le fonctionnement de ses systèmes, la base dispose de plusieurs systèmes optiques, radars ainsi que des stations de réception des télémesures.

#### Localisation
Quatre radars de trajectographie situés sur le pourtour du site de lancement sont utilisés en 2021 pour vérifier que le lanceur suit bien sa trajectoire depuis le décollage jusqu’à une distance de 1 500 kilomètres. Ces équipements émettent un signal radio qui est réfléchi et amplifié par des répondeurs fixés sur les différentes parties du lanceur, ce qui permet d'identifier chaque composant lors des séparations (booster et premier étage, ...). Pour pouvoir déterminer la position avec précision, les radars sont synchronisés. Ils interrogent le lanceur chacun à leur tour toutes les 1,7 millisecondes, ce qui permet d'obtenir une position toutes les 100 millisecondes. Le radar Bretagne-1, qui est installé à la station Galliot sur la montagne des Pères, suit la première phase du vol. Cette station est située à environ 20 km au sud du site de lancement, au-delà de la rivière Kourou sur une colline qui domine la plaine à une altitude de 133 mètres (Schéma 1 : 1). Un deuxième radar Adour-2, installé sur le site de la station météorologique de Kourou, est prêt à remplacer Bretagne-1 en cas de défaillance. Bretagne-2, situé sur la colline de Montabo à Cayenne, prend le relais des deux précédents 80 secondes après le décollage. Le radar mobile INTA, installé à Saint-Jean-du-Maroni à l'ouest du CSG, suit les lancements Vega vers le Nord. Sa position permet à son signal de ne pas être perturbé par les gaz éjectés par le lanceur. La détermination de la position utilise également les calculs effectués par le lanceur via ses centrales inertielles qui sont transmises (télémesures),,.
Les installations radar les plus anciennes sont remplacées progressivement. Un nouveau radar Amazonie 1 est opérationnel depuis 2021 à Pariacabo près de la ville de Kourou et doit remplacer Adour-2. Le radar Amazonie 2, quant à lui, devrait remplacer à l'horizon 2024-2025 le radar Inta à Saint-Jean-du-Maroni. Enfin le CNES teste MARTA (Multiple Antennas foR Trajectory Acquisition), un nouveau système de localisation qui ne nécessite aucun répéteur embarqué sur les fusées car il effectue ses mesures en utilisant le signal des télémesures transmises par celles-ci. Il s'agit d'un ensemble de six stations très simples (chacune comprend deux petites antennes fixes orientées vers le nord et le sud) réparties sur le site du CSG qui déterminent la position et la vitesse par triangulation de la source des télémesures. Ce système de portée réduite (objectif : 200 kilomètres d'altitude) devrait être utilisé pour suivre les vols des prototypes d'étages réutilisables Calisto et Themis,.

#### Recueil des télémesures
Près de 1500 paramètres de fonctionnement du lanceur (position, altitude, données de propulsion, pression, température, vibration, tension, courant,...)) sont suivis par les équipes au sol en temps réel. Ces données sont indispensables pour s'assurer que le lanceur et les satellites fonctionnent correctement, suivent une trajectoire nominale et enfin que la mise en orbite se déroule comme prévu. Ces télémesures transmises par la fusée sont collectées par un réseau de stations situées le long de sa trajectoire. Des antennes paraboliques situées à la station Galliot sont les premières à collecter les données. Les stations qui prennent le relais dépendent de la trajectoire et des accords permanents ou ponctuels avec les organismes gérant des stations (NASA, acteur privé…). Pour les lancements vers le nord et nord-est (orbite polaire ou héliosynchrone), les stations qui assurent la collecte des données peuvent être par exemple la station des Bermudes, celles Saint-Hubert ou de Gatineau (Canada), la station de Svalbard (Norvège). Les lancements sur une orbite héliosynchrone ou quasi équatoriale sont suivies par les stations situées à Natal (Brésil), dans l'Île de l'Ascension à Libreville (Gabon) et à Malindi (Kenya). L'Agence spatiale européenne dispose de sa propre station de télémesure, la station Diane (Schéma 1 : 10), située au nord du site de lancement pour la collecte des données de ses satellites.
Pour les tirs du lanceur léger Vega, les antennes situées à Kourou sont perturbées par les particules d'alumine expulsées par les étages de la fusée. Pour pouvoir suivre la trajectoire du lanceur vers le nord et collecter ses données (Vega est utilisé principalement pour lancer des satellites sur une orbite polaire), un radar de trajectographie et une antenne parabolique collectant les télémesures ont été installés dans une station dite de flanquement à Saint-Jean sur le territoire de la commune de Saint-Laurent-du-Maroni dans l'enceinte du Régiment du service militaire adapté, le RSMA. Pour les lancements vers l'est, une autre station dite de flanquement est mise en place à Saint-Georges de l'Oyapock.

### Centre technique

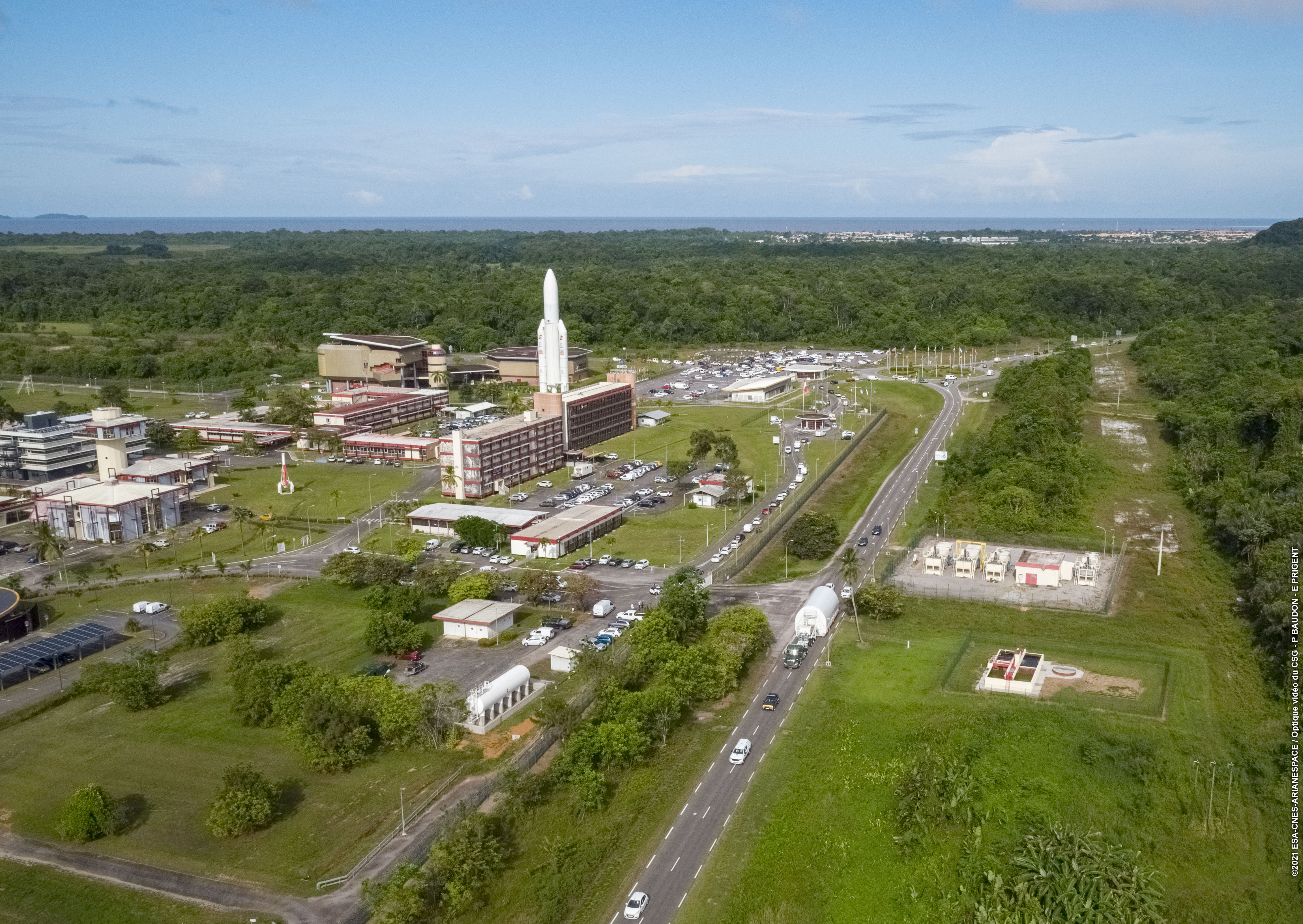
Les bâtiments du centre technique sont concentrés à l'entrée du CSG.

Le centre technique, situé près de l'entrée du CSG (Schéma 1 : 4), regroupe dans une dizaine de bâtiments les services centraux du CNES comme la direction ainsi que les services chargés de la sauvegarde, de la sécurité et de la gestion administrative. Les opérations de préparation des satellites et des lanceurs ainsi que la maintenance du Centre sont coordonnées depuis le centre technique. Le centre technique comprend des installations opérationnelles comme le centre de contrôle Jupiter 2, la sauvegarde vol et sol, le poste de commandement de la sécurité et les télécommunications ainsi qu'une des trois installations dédiées à la préparation des satellites (S1). Enfin le centre technique regroupe des services transversaux chargés principalement de la logistique (transports, garage, station service, magasin général). Il héberge également une caserne de sapeurs-pompiers dont le rôle est sécuriser les installations industrielles Seveso implantées sur le site, de prévenir les incendies et d'intervenir si nécessaires pour des opérations de premier secours.
Titan, un des bâtiments du centre technique spatial, est construit en bois local par des experts bois, Jag Architecture et Jean-Luc Sandoz de CBS-Lifteam. Ce bâtiment sert de vitrine de développement durable, il met en avant les ressources locales en partenariat avec l'ONF et est équipé de nombreuses innovations,.

### Station météorologique
La préparation des lancements, en particulier le transfert des lanceurs et le remplissage de leurs réservoirs, ainsi que le lancement nécessitent des conditions météorologiques favorables. Deux risques doivent être particulièrement surveillés pour le lancement. La foudre qui peut déclencher l'explosion des matériaux inflammables dont la fusée est remplie et les vents en altitude qui peuvent diriger les gaz de combustion des moteurs vers des zones habitées. Pour prévenir ces risques, une station météorologique est implantée sur le site du CSG, le long de la route des étoiles à environ 8 kilomètres du centre technique (Schéma 1 : 6). Celle-ci fournit quotidiennement un bulletin météorologique pour les opérations de préparation. La fréquence de production de ces bulletins s'intensifie deux jours avant un lancement et se poursuit jusqu'à 10 minutes avant le décollage. Le lancement ne peut avoir lieu que si les conditions météorologiques sont remplies (vert météo) et dans le cas contraire la chronologie du lancement est suspendue ou reportée à un jour ultérieur. La station météorologique s'appuie sur les images satellites et radar, une modélisation numérique de l'évolution des conditions dans la zone et la mesure des conditions en altitude (vent, pression, humidité) à l'aide de petits ballons-sondes qui montent jusqu'à 30 kilomètres.

### Production d'énergie
Le Centre spatial guyanais consomme en 2021 13 % de l'électricité guyanaise en particulier pour les équipements de climatisation (60 % du total). L'électricité est fournie en 2021 par le barrage de Petit-Saut et par des centrales thermiques au fuel. Le CSG investit en 2021, à l'aide de fonds d'origine européenne et français, dans un programme de transition énergétique. Deux centrales solaires de 5 hectares chacune, situées non loin de la station météorologique, devraient produire 15,6 GWh par an. Ces équipements seront complétés par deux centrales biomasse produisant du froid.
Courant 2025, 90% de l'énergie consommée par le CSG devrait être produite par des sources renouvelables.
Ce projet de transition écologique est mené par l'ESA et le CNES. La première motivation mise en avant est l'objectif de réduction des émissions de gaz à effet de serre.
La seconde motivation est une économie substantielle. En effet la climatisation des différents bâtiments composant le CSG ainsi que la production des différents ergols représente une dépense s'élèvent à plusieurs millions d'Euros.
La production de l'électricité sur place permettrait de diminuer les dépenses et l'empreinte carbone de plus de 45 000 tonnes.
Pour parvenir à cet objectif, Hyguane, un projet d'Hydrogène vert à démarré le 21 décembre 2023. Le but du projet est de remplacer la production d'hydrogène gris, actuellement produit grâce à un procédé industriel très lourd en termes de rejet en CO2 (le reformage à la vapeur de méthanol) par celle d'hydrogène vert issu de l'électrolyse de l'eau à partir d'énergie renouvelable .
Cet hydrogène aura plusieurs utilisations:
- Carburant " vert " pour le décollage du programme Ariane; ce qui représente plusieurs milliers de tonnes de CO2 en moins.
- Stockage énergétique; il permettra de stocker sous forme d'hydrogène des excédents de production électriques afin de redistribuer cet excédent dans des périodes ou la production est plus faible.

Ce projet devrait pouvoir produire 130 tonnes d'hydrogène vert par an.
Une phase de ce plan, développera également en Guyane française un écosystème permettant l'introduction de transport lourd de personnes et de marchandise fonctionnant à l'Hydrogène.
Il développera également des piles à combustibles dans un but de stockage d'énergie et permettra aussi de tester l'utilisation des piles à combustibles dans des milieux différents du climat européen, humides et chauds, et ainsi tester la fiabilité de ce procédé afin de pouvoir certifier le remplacement des groupes électrogènes de secours permettant au CSG de fonctionner lors de panne du réseau EDF.

### Infrastructures de transport

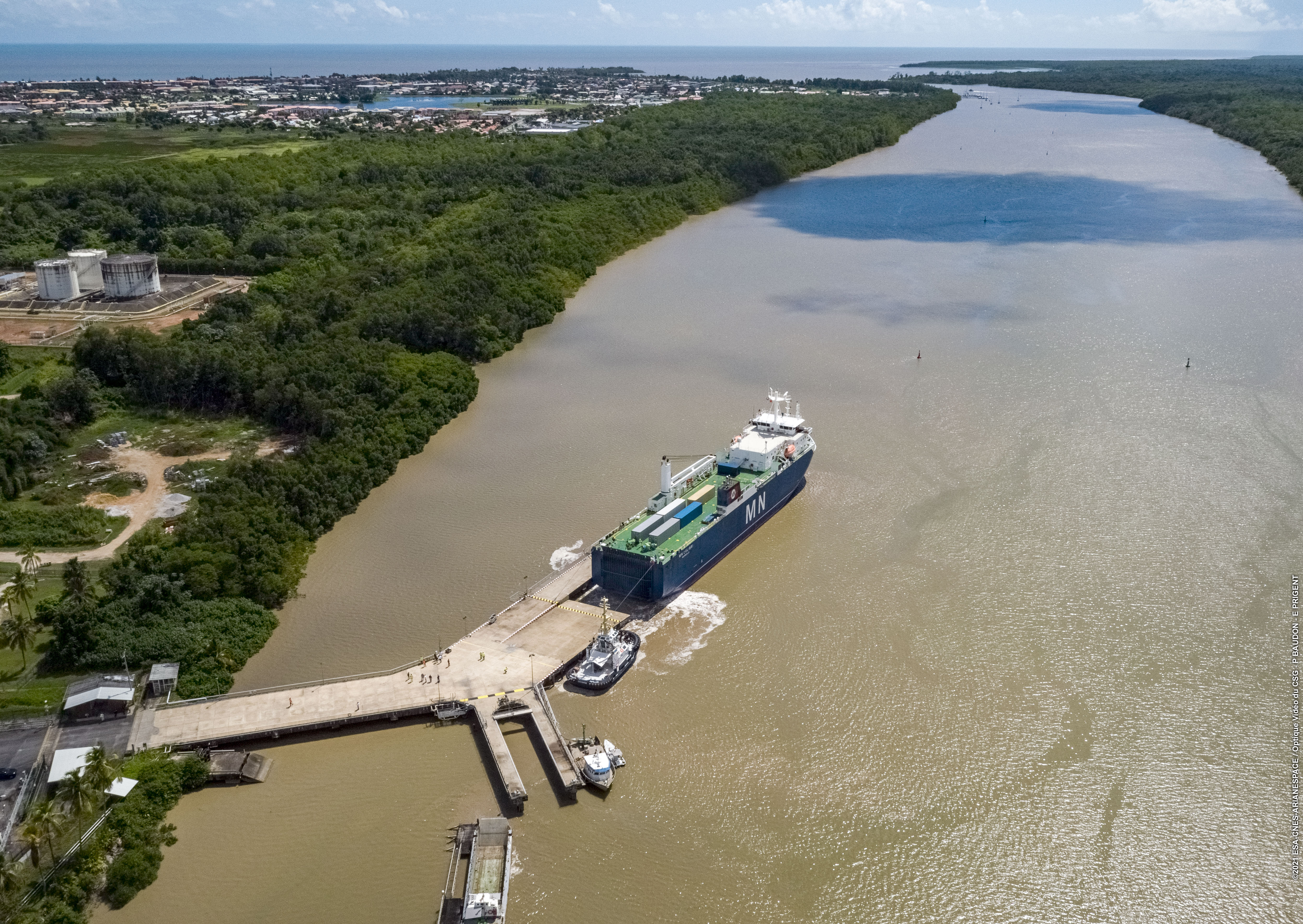
L'appontemant de Pariacabo permet la livraison des étages des lanceurs en provenance d'Europe par bateau mais aussi éventuellement des charges utiles (ici le télescope spatial JWST).

Pour répondre aux besoins du Centre spatial guyanais, des infrastructures de transport spécifiques ont été construites :
- Le port de Pariacabo (Schéma 1 : 2) a été implanté sur la rive nord du fleuve Kourou à proximité immédiate du CSG. Équipé d'un quai de 100 mètres de long et 20 mètres de large, il permet d'accueillir les cargos venant d'Europe avec les composants des fusées Ariane, Vega et Soyouz. Il accueille désormais le nouveau cargo à ailes rotatives Canopée lancé en 2022.
- Un nouveau pont a été construit en 1968 sur la Route Nationale 1 qui relie Cayenne au CSG pour franchir la rivière Kourou.
- Une route, la Route des étoiles, permettant le transport des charges aux dimensions exceptionnelles dessert les différentes installations du CSG. La RN1 a été déviée pour contourner la zone occupée par le CSG.

### Autres installations
Le Centre Spatial Guyanais dispose d'un musée de l'espace qui est visité par plusieurs dizaines de milliers de personnes chaque année.

## Historique
L'indépendance de l'Algérie en 1962 contraint l'agence spatiale française, le CNES, à rechercher une nouvelle base de lancement pour son lanceur Diamant. Le site de Kourou en Guyane française, bordé par l'Océan Atlantique, faiblement peuplé et proche de l'équateur est sélectionné. Une base de lancement y est édifiée à compter de 1965 ainsi que d'importants travaux d'infrastructure. La base est inaugurée avec le lancement d'une fusée-sonde en 1968 et un premier lanceur Diamant est tiré en 1970. Lorsque la France abandonne le développement de sa filière de lanceurs nationaux, Kourou est choisi pour servir de base de lancement des fusées européennes. Après l'échec d'Europa 2 (1971), l'Agence spatiale européenne, à la demande de la France, choisit en 1973 de développer la filière des lanceurs Ariane qui constitue un grand succès commercial et entraine une forte croissance de l'activité de la base. Des ensembles de lancement adaptés à chaque nouvelle version de la fusée sont édifiés : ELA-1 pour les Ariane 1, 2 et 3 (premier lancement en 1979), ELA-2 pour les Ariane 3 et 4 (1986), ELA-3 pour l'Ariane 5 (1996), ELA-4 pour l'Ariane 6 (premier vol prévu en 2023). Un site de lancement est édifié pour permettre au lanceur Soyouz de profiter de la position de la base et est inauguré par un premier tir en 2011. Enfin Kourou est également retenu pour les tirs du lanceur léger européen Vega (1er vol en 2012).

### Sélection du site de Kourou

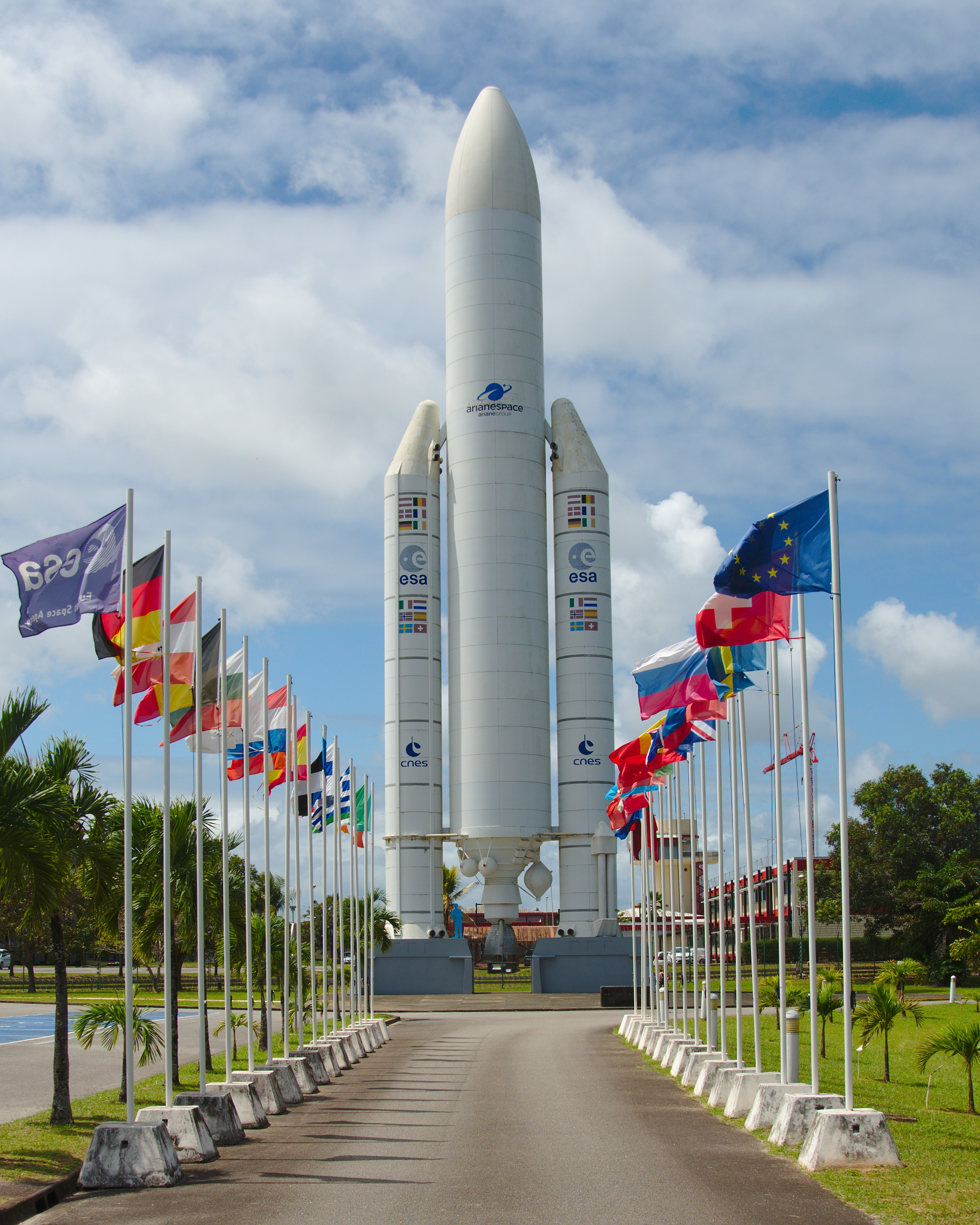
Maquette du lanceur Ariane 5 à l'entrée du Centre spatial guyanais en 2004.

À la suite de l'indépendance de l'Algérie et des accords d'Évian en 1962, le CNES est dans l'obligation de quitter la base de lancement de Hammaguir en 1967. Au total, quatorze sites sont étudiés, situés dans les départements d'outre-mer et dans des pays étrangers comme le Brésil ou l'Australie.
Tous ces sites ont comme point en commun d'être près de l'équateur terrestre, qui offre les meilleures conditions pour les lancements d'engins spatiaux à destination de l'orbite géostationnaire. En effet, beaucoup de satellites sont géostationnaires, ce qui implique que leur orbite est dans le plan de l'équateur. En partant de la base de lancement de Cap Canaveral (près du Centre spatial Kennedy), en Floride, aux États-Unis, les satellites passent par une orbite de transfert inclinée sur l'équateur ; les manœuvres de correction peuvent coûter 15 % de la masse mise en orbite. Les autres critères de sélection sont la possibilité d'effectuer des lancements sur une orbite polaire, une taille suffisante pour assurer la sécurité des lancements, l'existence d'un port en eaux profondes doté de moyens de manutention suffisants, l'existence d'un aérodrome pouvant accueillir un avion long courrier (piste de 3 000 mètres), une distance aussi réduite que possible entre la base de lancement et l'Europe ainsi que la stabilité politique.
Compte tenu de ces critères, cinq sites sont envisageables mais le rapport du CNES est largement en faveur du site situé en Guyane française (Amérique du Sud). La façade maritime permet également de faire des lancements de satellites sur l'orbite polaire dans des conditions optimales. Tous les azimuts de lancement entre -10,5° (orbites polaires ou héliosynchrones) et +93,5° (orbites géostationnaires) sont possibles. La faible densité de population et la large ouverture sur l'océan Atlantique, qui permettent ainsi de réduire les risques en cas de problème avec le lanceur. Les collines environnantes permettent d'installer radars de trajectographie et antennes de télémesures avec une bonne visibilité, les infrastructures existantes peuvent être facilement adaptées et le site bien ventilé rend le climat supportable malgré sa position équatoriale,. En outre, la zone n'est pas sujette aux tremblements de terre et aux cyclones. De plus, la Guyane, en tant que partie intégrante du territoire français, présente également l'avantage de la stabilité politique.
Le Premier ministre français de l'époque, Georges Pompidou, suit ces recommandations et le 14 avril 1964 fait passer un arrêté ministériel établissant le Centre spatial guyanais à Kourou. La sélection du site de la Guyane pour y installer une base spatiale est entérinée en conseil des ministres par le président Charles de Gaulle le 14 avril 1964. En juillet 1966, l'agence spatiale européenne ELDO qui développe le lanceur Europa sélectionne le site de Kourou pour les futurs lancements de sa fusée.

### Construction de la base de Kourou
Les premiers travaux d'aménagement commencent en septembre 1965. Ceux-ci vont employer plus de 2 500 personnes de onze nationalités différentes. Ils nécessitent d'abord la construction des infrastructures et de logements et d'équipements de base qui sont absentes du fait de la faible population de la Guyane française. Celle-ci ne compte en 1964 sur un territoire dont la superficie est un sixième de celle de la France que 40 000 habitants concentrés principalement dans quelques agglomérations situées le long du littoral. Kourou est à l'époque un village de 660 habitants,.
L'appontement de Pariacabo, construit sur la rivière Kourou qui borde l'agglomération, est inauguré en 1966. Géré par le centre spatial, il est utilisé pour débarquer les matériels à destination de celui-ci et en provenance d'Europe. Deux navires spécialisés, les MN Toucan et Colibri sont affrétés pour le transport des étages des lanceurs. La longueur de la piste de l'aéroport de Rochambeau de la préfecture à Cayenne est portée à 3 200 mètres pour permettre l'arrivée d'avions long courrier gros porteur (à l'époque Boeing 707). La Route Nationale 1 qui relie Cayenne au futur centre spatial est coupée par la rivière Kourou qui doit être traversée grâce à un bac. Un pont est édifié pour supprimer cette coupure et inauguré fin 1968. En parallèle, une véritable ville est construite à l'emplacement du village de Kourou. La route Nationale No 1 qui passait au pied des installations est déviée pour faciliter la sécurisation des lieux en 1970 et 1991[réf. nécessaire].
Le premier ensemble de lancement achevé est celui des fusées sondes. Les installations du CSG sont inaugurées avec le lancement le 9 avril 1968 de la fusée-sonde Véronique. Ce tir permet notamment de tester les installations édifiées pour suivre et contrôler les lancements : station météorologiques, radars de localisation et système de sauvegarde. En octobre de la même année, les installations de télémesures sont inaugurées et les équipes du CNES s'installent dans les bâtiments du centre technique construit à l'entrée de la base de lancement. La population de la ville de Kourou atteint désormais 6 000 habitants.

### Premiers lancements
| avril 1964       | Sélection du site de Kourou     |
| 9 avril 1968     | 1er tir : fusée-sonde Véronique |
| 10 mars 1970     | 1er vol Diamant B               |
| 5 novembre 1971  | 1er vol Europa 2                |
| 24 décembre 1979 | 1er vol Ariane 1                |
| 4 août 1984      | 1er vol Ariane 3                |
| 15 juin 1988     | 1er vol Ariane 4                |
| 4 juin 1996      | 1er vol Ariane 5                |
| 21 octobre 2011  | 1er vol Soyouz                  |
| 13 février 2012  | 1er vol Vega                    |
| 9 juillet 2024   | 1er vol Ariane 6                |

Trois ensembles de lancement sont construits pour les fusées-sondes, le lanceur français Diamant et la fusée européenne Europa. La construction du complexe de lancement Diamant débute en 1968 et il est inauguré avec le lancement d'une fusée Diamant-B emportant le satellite allemand DIAL. Le lanceur léger français Diamant avait déjà volé quatre fois à Hammaguir faisant de la France la troisième puissance spatiale, décolle désormais depuis Kourou. Entre 1970 et 1975, huit lanceurs décollent de la base, cinq de type B et trois de type BP4. Entre 1967 et 1971, le centre spatial guyanais est utilisée pour les essais des fusées Europa, sans grand succès. Mais ces échecs successifs permettent de préparer la conception de la fusée Ariane.

### Kourou base de lancement européenne
Quand l'Agence spatiale européenne est créée en 1973, la France propose de partager Kourou avec la nouvelle agence. L'ESA finance les deux tiers du budget annuel de la base de Kourou et paye sa modernisation à l'occasion de la mise au point de la série des lanceurs Ariane.
Le premier lancement Ariane a lieu le 24 décembre 1979. Cette famille de lanceurs compte 256 tirs au 25 décembre 2021. Ariane devient milieu des années 1980, le leader mondial sur le marché des satellites commerciaux avec une part de marché située entre 50 et 65 %.

### Construction de l'ensemble de lancement Ariane 5
Le succès des fusées européennes se poursuit avec la fusée Ariane 5 ECA qui permet de placer en orbite des satellites de 10 tonnes avec un taux de fiabilité reconnu. Ariane 5 a de plus lancé plusieurs missions scientifiques majeures telles que Rosetta ou les télescopes spatiaux XMM-Newton, Planck, Herschel et James-Webb.

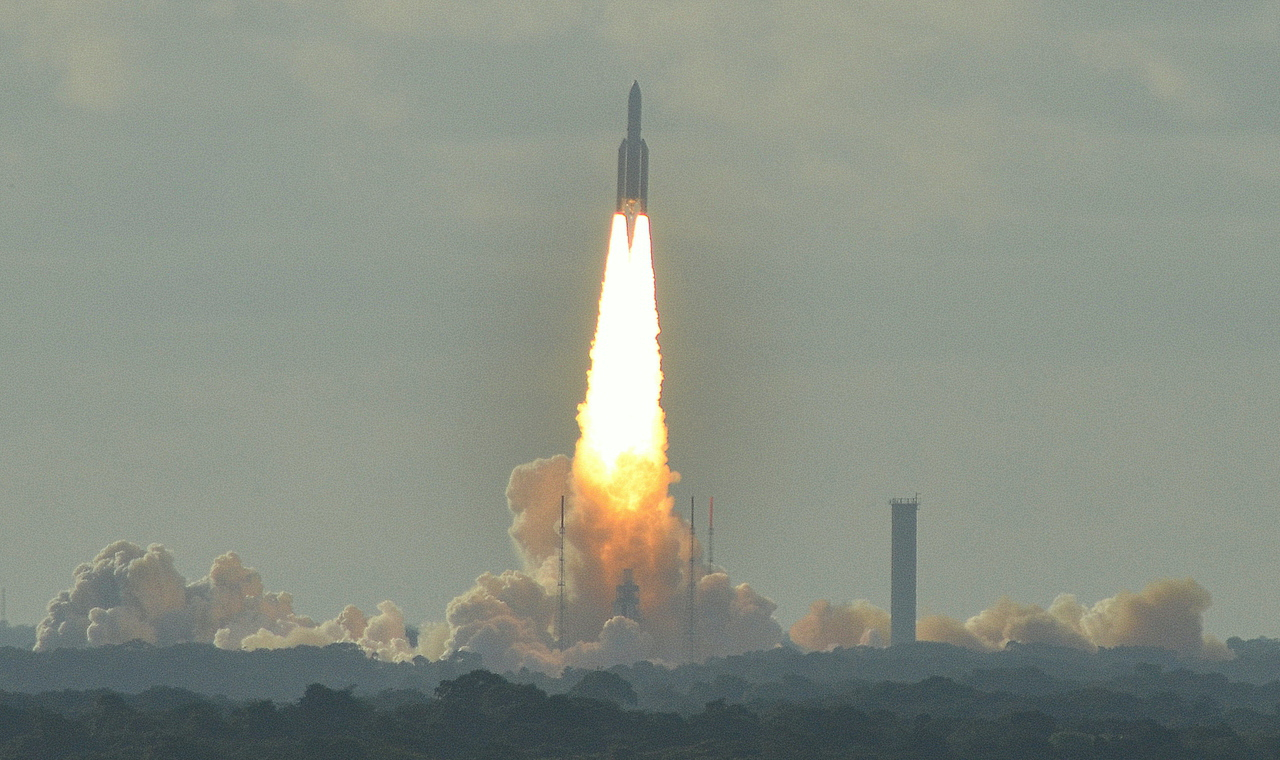
Décollage d'une Ariane 5 depuis Kourou.
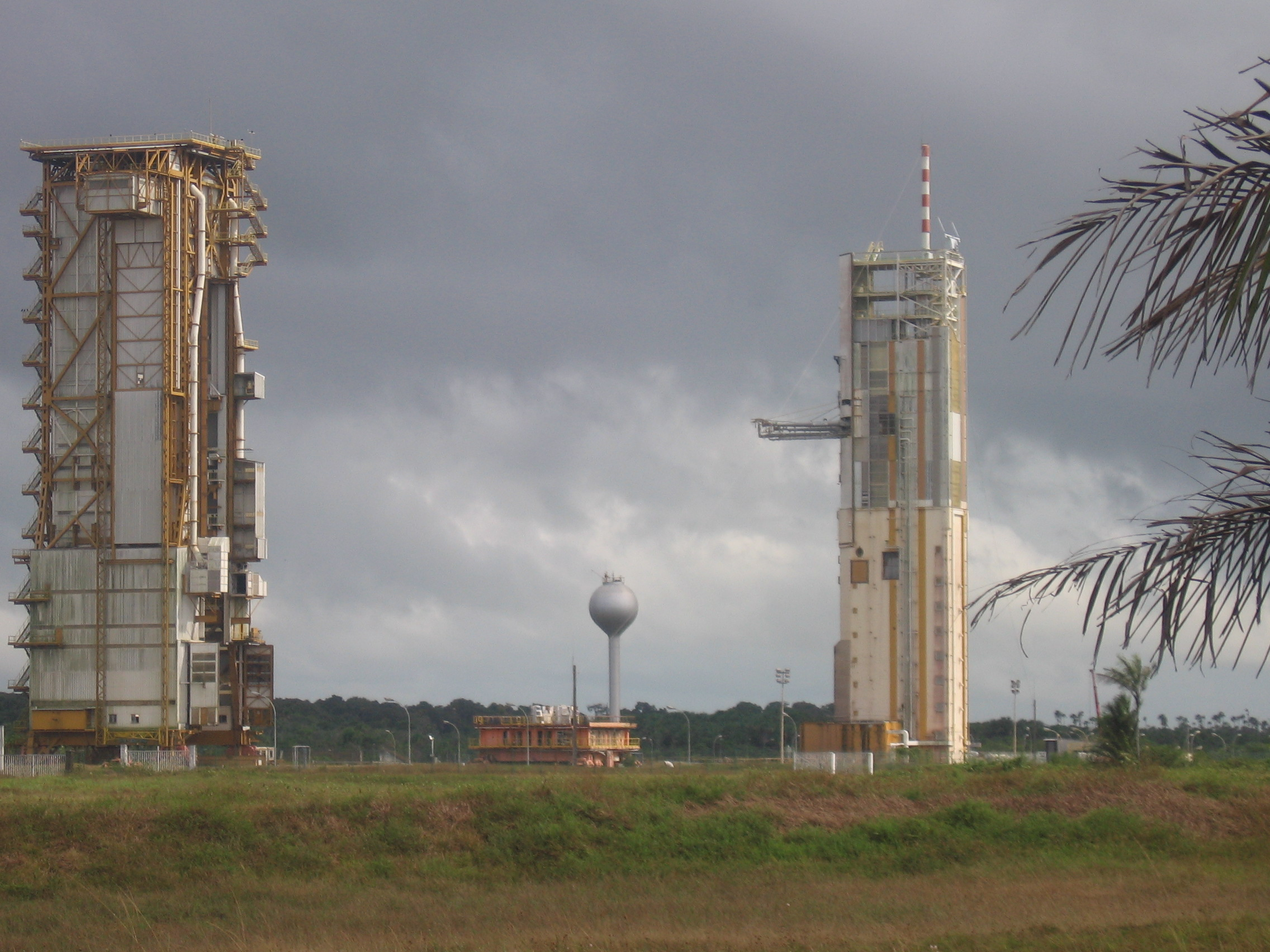
ELA-2, le pas de tir d'Ariane 4, aujourd'hui inutilisé.
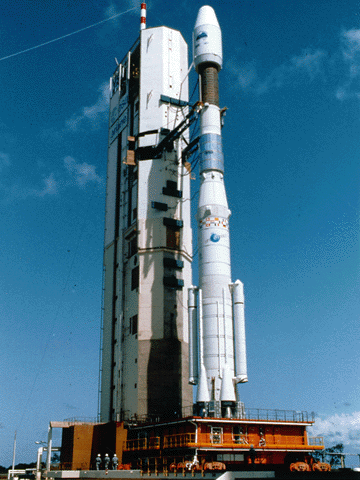
Préparation du lancement du satellite TOPEX/Poseidon par une fusée Ariane 42P en 1992.

### Construction de l'ensemble de lancement Soyouz

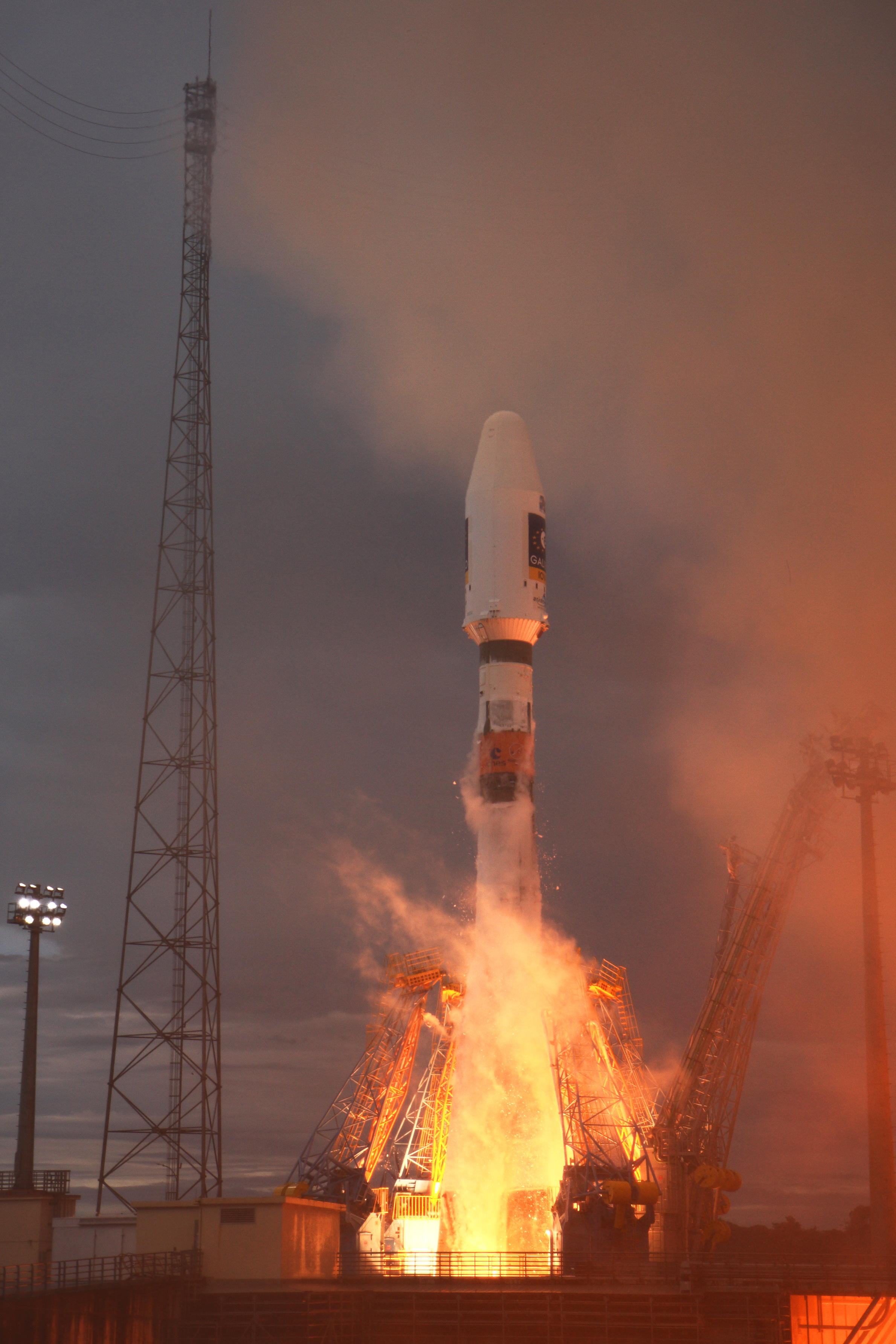
Lancement de Soyouz le 21 octobre 2011.

Dans le cadre d'un accord de coopération russo-européen de 1996 :
- La société russo-européenne Starsem a été créée en vue de la commercialisation sur le marché international, des services du lanceur Soyouz depuis le cosmodrome de Baïkonour.
- L'Agence spatiale européenne utilisera des lanceurs Soyouz pour ses propres tirs (tant pour des lancements pour son propre compte que pour mettre sur orbite des charges payantes) depuis le CSG.
- L'agence spatiale russe Roskosmos pourra effectuer pour son compte des lancements de Soyouz depuis le CSG et bénéficiera ainsi de conditions plus propices au tir de satellites géostationnaires que celles dont elle dispose depuis le cosmodrome de Baïkonour au Kazakhstan.

Le pas de tir Soyouz est situé sur la partie du terrain du CSG faisant partie de la commune de Sinnamary. Ces travaux débutés en 2005 (2 millions d’heures de travail, 1 million de mètres cubes de terrassement, 35 000 mètres cubes de béton) et nécessitant un investissement de 400 millions d'euros, sont cofinancés aux 2/3 par l'Agence spatiale européenne et le reste par Arianespace. La maîtrise d'œuvre est assurée par le CNES, assisté d'Arianespace. L'achèvement des travaux et la qualification du site prirent beaucoup de retard : son achèvement fut prévu courant 2010 et le premier tir planifié en décembre 2010. Le premier lancement d'un Soyouz ne fut cependant effectué qu'en octobre 2011.
Le 26 février 2022, à la suite de l'invasion de l'Ukraine par la Russie et en réponse aux sanctions économiques décidées par l'Union européenne, l'agence spatiale russe indique suspendre les activités de Soyouz à Kourou et enjoint ses 87 ressortissants travaillant sur le site à rentrer en Russie.

### Construction de l'ensemble de lancement Vega (2005-2011)
L'Agence spatiale européenne décide au début des années 2000 d'agrandir ses capacités de lancement en y adjoignant un lanceur léger Vega (1,5 tonne en orbite héliosynchrone et 2 tonnes en orbite basse) dont la réalisation est principalement prise en charge par l'Italie. Vega vient en complément d'Ariane 5, destiné à la mise en orbite des gros satellites géostationnaires et Soyouz adapté au lancement de satellites de taille moyenne à destination de l'orbite basse et à celui de petits satellites géostationnaires. La construction du lanceur et la maîtrise d'œuvre est assurée par ELV S.p.A, filiale commune de la société Avio et de l'Agence spatiale italienne (ASI). Haute de 27 mètres pour une masse de 128 tonnes, cette fusée comporte trois étages propulsés par des moteurs à propergol solide. Pour la lancer, un nouvel ensemble de lancement est construit sur l'emplacement du pas de tir de la fusée Ariane 1 (ELA1). Certaines installations sont réutilisées : la salle de contrôle, le château d'eau et les carneaux d'évacuation des gaz éjectés par la fusée tandis que d'autres sont nouvelles : portique mobile, table de lancement et la rampe d'accès.
Le premier vol de qualification a lieu le 13 février 2012. Les lancements de la fusée Vega se déroulent à un rythme de une à trois vols par an.
Une version plus puissante du lanceur (2,2 tonnes en orbite héliosynchrone et masse 210 tonnes), baptisée Vega C, effectue son premier vol en 2022. Il est prévu qu'elle remplace complètement la version d'origine après une période de transition de 3 ans. Plus haute (35 mètres), elle impose une modification de la disposition interne du portique mobile qui doit pouvoir gérer les deux configurations.

### Construction du complexe de lancement ELA 4 d'Ariane 6 (2015-2021)

#### Sélection du site ELA 4 (2014)
Pour pouvoir lancer la fusée Ariane 6, qui doit remplacer à compter de 2022 Ariane 5, un nouvel ensemble de lancement, baptisé ELA 4, adapté aux caractéristiques du lanceur, est édifié entre 2015 et 2021. Le site choisi initialement ("Roche Nicole") se situe immédiatement à l'est du complexe de lancement d'Ariane 5 pour être au plus proche des installations existantes. Cette ancienne carrière peut être réutilisée pour réaliser le carneau du pas de tir dont seul 30% restera à creuser. Mais l'étude environnementale révèle une grande biodiversité et le CNES se rabat sur le site de la Roche Christine situé au nord-ouest d'ELA-3 qui présente de meilleures caractéristiques pour la sécurité des lancements et dont le sous-sol granitique répond aux contraintes de la construction. ELA-4 sera situé entre les ensembles de lancement Ariane 5 et Soyouz le long de la route de l'espace. En décembre 2014 un protocole d'accord est signé entre l'Agence spatiale européenne et le CNES qui confie à cette dernière la maitrise d'ouvrage du segment sol d'Ariane 6 et en particulier d'ELA 4. Le coût de réalisation du segment sol, dont ELA-4 constitue la pièce maitresse, est évalué à 600 millions euros.

#### Travaux de terrassement (2015-2016)
Un groupement d'entreprises mené par Eiffage commence les travaux de terrassement fin juin 2015 sur un terrain d'une superficie de 100 hectares. Ceux-ci s'achèvent début 2016. Quatre plateformes sont nivelées pour accueillir respectivement le pas de tir, les réservoirs d'oxygène et d'hydrogène liquide et le bâtiment d'assemblage éloigné de 600 mètres du lieu d’où décolleront les futurs lanceurs. Au cours de l'été 2016 débutent les travaux de génie civil qui comprennent principalement les fondations des nouveaux bâtiments, le montage des structures métalliques du portique de lancement, du bâtiment d'assemblage et du mât ombilical ainsi que la réalisation du massif de lancement, des carneaux et du château d'eau. Ces travaux sont réalisés par un deuxième groupement d'entreprises également menés par Eiffage. Il est prévu que l'ensemble des installations soit achevé en octobre 2018 avec un premier lancement prévu en 2020.

#### Construction des installations (2016-2021)
Il était prévu à l'origine que le bâtiment d'assemblage permette l'assemblage en parallèle de deux fusées pour permettre de tenir une cadence de lancement élevée mais le résultat d'une étude du CNES conduit à l'abandon de la deuxième ligne d'assemblage pour des raisons économiques et opérationnelles. Les travaux comprennent également l'adaptation d'installations d'Ariane 5 pour permettre leur utilisation par Ariane 6. Ainsi le BAF (Bâtiment d'Assemblage Final d'Ariane 5) dans lequel les charges utiles d'Ariane 6 seront encapsulés est modifié tandis que des installations supplémentaires sont construites chez Europropulsion qui assemble les propulseurs d'appoint d'Ariane 6 P120 : 2 nouvelles cellules CIH (cellules d'Intégration Horizontale) sont réalisées pour intégrer le P120 et deux bâtiments (BBP, bâtiment de basculement des propulseurs et EFF ESR Finishing Facility) sont édifiés.
La réalisation de plusieurs installations s'achèvent en 2019. En juillet 2019, le portique mobile est déplacé pour la première fois sur ses rails. Certaines installations sont testées avec des maquettes du lanceur. Ces tests se poursuivent en 2020 mais l'épidémie de Covid 19 entraine l'arrêt momentané du chantier. Les tests d'enchainement des opérations d'assemblage débutent au début de l'automne de cette année. Les équipements d'alimentation en ergols installés sur le mât ombilical et la table de lancement sont livrés courant 2021. Les différents systèmes du massif de lancement : déluge, système de brûlage de l'hydrogène. L'ensemble de lancement ELA-4 ainsi que les installations existantes modifiées sont inaugurées le 28 septembre 2021.

#### Campagnes d'essais des installations avec le lanceur réel (2022)
La campagne d'essais des installations avec les vrais composants du lanceur doivent débuter après l'arrivée de ceux-ci d'Europe courant février 2022 et durer environ 6 mois. Il est prévu de réaliser cinq campagnes fictives pour valider le déroulement des opérations. Le lanceur complet Ariane 64 est assemblé sur la table de lancement (seuls les propulseurs d'appoint sont toutefois factices). Environ un millier de capteurs répartis sur la structure effectuent des mesures durant ces essais. Pour le premier test, l'ensemble des opérations précédant le lancement est exécuté, le moteur Vulcain est mis à feu mais arrêté juste avant le décollage (H) pour simuler une annulation automatique. Pour le test suivant, considéré comme crucial, le moteur Vulcain fonctionne durant plusieurs minutes. Les trois tests suivants consistent à simuler l'interruption du compte à rebours à la suite de conditions dégradées (météo, problèmes de logiciel, problèmes techniques). Une fois ces tests achevés, le lanceur est ramené au bâtiment d'assemblage et il est remplacé par l'exemplaire qui doit effectué le vol inaugural.

### Conséquences du conflit russo-ukrainien (mars 2022)
L'activité d'Arianespace est touchée en 2022 par les conséquences de l'invasion de l'Ukraine par la Russie qui débute fin février 2022.
L'agence spatiale russe Roscosmos décide le 26 février de prendre des mesures de rétorsion vis-à-vis des pays européens en suspendant les lancements de fusées Soyouz depuis le Centre spatial guyanais et de rapatrier les 87 employés russes qui y travaillaient. Or plusieurs lancements étaient programmés au cours de l'année 2022 dont deux lancements emportant chacun deux satellites du système de positionnement européen Galileo,.
Au début du conflit, des craintes apparaissent aussi quant à la disponibilité du lanceur léger européen Vega, dont le dernier étage Avum est fourni par une entreprise ukrainienne.

## Organisation
Les responsabilités et la mise en œuvre des installations du Centre spatial Guyanais sont partagées entre plusieurs acteurs : l'agence spatiale française (le CNES), l'Agence spatiale européenne, Arianespace et plusieurs industriels intervenant directement sur le site comme ArianeGroup, Avio, Europropulsion, Regulus ou Air Liquide.

### CNES
L'agence spatiale française, le CNES remplit les rôles suivants, :
- Le CNES est chargé de l'organisation et de la coordination des opérations de préparation, des essais et des lancements ;
- Le CNES est le propriétaire foncier de l'ensemble du site ;
- Le CNES est l'autorité de conception de tous les moyens sol réalisés sur le site ;
- Elle élabore et met en œuvre la sauvegarde et les mesures liées à la protection de l'environnement ;
- Elle est la propriétaire et assure la mise en œuvre des moyens techniques hormis les bâtiments ou les satellites sont préparés (EPCU), des ensembles de lancement et des stations aval ;
- Elle est le chef de file industriel de la base ;
- Le CNES emploie environ 250 personnes sur le site du CSG.

### Agence spatiale européenne
L'Agence spatiale européenne (ESA), qui regroupe une vingtaine d'états européens décide et finance les programmes des lanceurs Ariane ainsi qu'une partie des satellites développés en Europe, en particulier ceux relevant de la recherche (sondes spatiales, télescopes spatiaux, satellites expérimentaux, satellites météorologiques, ...). À ce titre, :
- Elle est la propriétaire de la majeure partie des installations de la base de lancement : Ensembles de Lancements Ariane, installations de production, bâtiments où les satellites sont préparés (EPCU), tout ou partie des installations techniques sur les sites des stations avals. Ces installations sont à leur tour mises à disposition des industriels intervenant dans les lancements : le constructeur des lanceurs Ariane ArianeGroup, le gestionnaire des lancements Arianespace, le constructeur de la fusée Vega, Avio, etc. ;
- Elle finance la construction des nouvelles installations. Ainsi 600 millions € ont été versés par l'agence pour créer le segment sol du lanceur Ariane 6 ;
- L'Agence spatiale européenne prend en charge, au titre d'un accord passé avec le gouvernement français, les deux tiers des coûts fixes du maintien en conditions opérationnelles de l'ensemble des infrastructures de soutien au lancement. La France prend en charge le dernier tiers. Elle prend également en charge une partie des frais fixes liés aux ensembles de lancement, aux côtés d'Arianespace ;
- Elle reçoit, au titre de l'accord passé avec le gouvernement français, le support du CNES/CSG pour la réalisation des lancements Ariane et Vega en phase de qualification ;
- Elle n'exerce aucune responsabilité au sein du Centre Spatial Guyanais.

### Entreprises
Plusieurs entreprises jouent un rôle central dans le fonctionnement du centre spatial : 
- Arianespace est l'opérateur des lanceurs Ariane. Au CSG, Arianespace exploite le Bâtiment d'Intégration Lanceur (BIL), le Bâtiment d'Assemblage Final (BAF), la Zone de Lancement (ZL) et le Centre de Lancements (CDL) de l'Ensemble de Lancement Ariane 3 ainsi que le Bâtiment de Stockage des Étages d'accélération à poudre et bâtiments S5 de préparation des satellites (EPCU)[69] ;
- ArianeGroup réalise les opérations d'intégration du lanceur Ariane 5 dans le BIL et exploite les Bâtiments de Préparation et de Stockage des Étages d'accélération à poudre (BPE et BSE) et de Stockage Pyrotechnique (BSP)[70] ;
- Avio joue le même rôle que ArianeGroup pour le lanceur Vega[71] ;
- Regulus, filiale d'Avio, exploite l'Usine de Propergols de Guyane (UPG). Elle produit et coule le propergol utilisé par les moteurs de l'Étage d'Accélération à Poudre d'Ariane 5, des propulseurs d'appoint P120 d'Ariane 6 et du premier étage de la Vega-C[31] ;
- Europropulsion, filiale d'Avio et d'ArianeGroup, exploite le Bâtiment d'Intégration des Propulseurs (BIP). Elle assemble les composants des étages d'accélération à poudre Ariane 5, Ariane 6, Vega et Vega-C[31] ;
- Air liquide est responsable des unités de production d'hydrogène et d'oxygène liquides destinés aux lanceurs qu'elle achemine jusqu'aux zones de lancement dans des citernes. Elle produit également l'azote, l'hélium et l'air comprimé nécessaires aux installations. Elle assure la maintenance de tous les équipements qui transportent ces fluides jusqu'à leur destination[31].

Pour réaliser la préparation et le lancement des missions spatiales, ces entreprises ont recours à un ensemble de sous-traitants installés qui fournissent des prestations très diversifiées : informatique, transports, nettoyage, qualité, restauration...

## Impact du CSG sur l'économie de la Guyane française
Depuis sa création à la fin des années 1960, le Centre Spatial Guyanais occupe une place majeure dans l'économie de la Guyane française. En 2014, l'activité spatiale générait à travers les emplois directs (emplois du secteur spatial), indirects (emplois hors secteur spatial mais découlant de l'activité spatiale, par exemple construction) et induits (emplois produits par les dépenses des salaires versés aux ménages au titre des deux catégories précédentes) 15% de la valeur ajoutée produite sur le territoire de la Guyane française. Ce taux était encore plus important en 1990 (28%) mais son importance absolue est restée pratiquement identique puisque entre ces deux dates la population de la Guyane française a été multipliée par 2,5.
En 2018, le CSG est à l'origine de 1 700 emplois directs fournis par environ 40 sociétés européennes implantées sur le territoire. Sur ce total, environ 350 sont employés par Arianespace et 100 dans les usines de production (propergol, ergols). Le solde (environ 1300 emplois) comprend 24% d'ingénieurs et 76% de techniciens, employés et personnel, 65% de sédentaires et 35% de détachés (proportions en 2000). Il faut ajouter à ce chiffre pour chaque campagne de lancement entre 150 et 250 missionnaires déplacés en Guyane pour prendre en charge un lancement donné. Par ailleurs, 4 700 emplois directs, indirects et induits sont générés par la sous-traitance et la consommation des ménages. Le niveau d'activité fluctue au gré des investissements effectués dans la base spatiale (construction de nouveaux ensembles de lancement, ...) et de la fréquence des lancements. Ainsi, entre 2015 et 2021 de gros investissements (600 millions € dont une partie injectée dans l'économie locale) ont été réalisés pour créer le nouvel ensemble de lancement ELA-4 qui doit être utilisé par la fusée Ariane 6 ainsi que pour adapter les installations existantes à l'arrivée de la fabrication de la version Vega-C et à la production des propulseurs à propergol solide de type P120. Par ailleurs, 180 millions euros doivent être injectés à la même époque pour moderniser les infrastructures existantes. Enfin, de manière plus anecdotique, le centre spatial est devenu une destination touristique avec environ 20 000 visiteurs chaque année.
En s'implantant en Guyane française, le CNES a du développer des infrastructures qui n'avaient aucun rapport avec son cœur d'activité : routes, ponts, port, aéroport. La ville de Kourou a été construite ab nihilo sur l'emplacement d'un village de 500 personnes pour accueillir les personnes employées par les chantiers de construction et les salariés permanents ou temporaires du centre spatial. La ville a été dotée des équipements indispensables comme l'hôpital et un Institut universitaire de technologie. Le recrutement local a été privilégié pour les emplois directs du CNES (en 2018, 80% du personnel a été recruté localement). Le CNES participe par ailleurs au programme de développement de la Guyane à travers une contribution financière (en moyenne 6,5 millions € chaque année pour la période 2014-2018) à des programmes opérationnels européens ainsi que dans le cadre de conventions avec les communes. Les contributions du CNES aux activités non spatiales en Guyane sont gérées depuis par une sous-direction, la mission Guyane.
Le Centre Spatial Guyanais est à la fois un motif de fierté pour les Guyanais et une source de frustration tant le décalage est grand entre le niveau technologique qui est mis en œuvre et les besoins de la population dans les domaines de l'emploi, de la santé, de la sécurité et de l'éducation. Ces problèmes structurels découlent d'une démographie explosive (la population est passée de 44 392 à 281 678 habitants entre 1967 et 2018 et pourrait dépasser 500 000 habitants en 2050) couplé à un tissu économique faible et peu dynamique. Dans ce contexte, le Centre Spatial Guyanais est pris comme cible symbolique comme au moment des mouvements sociaux de mars 2017,.

## Place du CSG sur le marché des lancements spatiaux
Chaque année, une centaine de lanceurs décollent pour placer en orbite leur charge utile. Avec une moyenne de 9 à 10 tirs de lancements annuels, le Centre Spatial Guyanais fait partie des principales bases de lancement mondiales à côté des bases américaines (Kennedy, Cape Canaveral et Vandenberg), russe (Baïkonour) et chinoises (Jiuquan, Taiyuan et Xichang). Plusieurs missions spatiales notables ont décollé depuis Kourou. Ce sont notamment les sondes spatiales BepiColombo à destination de la planète Mercure, le satellite d'astrométrie Gaia, la mission d'étude de comète Rosetta, le télescope spatial James-Webb, les cargos spatiaux ATV ou les satellites des constellations MetOp, Galileo ou Sentinel.

### Statistiques des lancements depuis Kourou (hors fusées-sondes)
Les lanceurs suivants ont été tirés depuis Kourou, mais ont été retirés du service depuis : 1 Europa 2, 8 Diamant, 11 Ariane 1, 6 Ariane 2, 11 Ariane 3 ainsi que 116 Ariane 4, dont 7 AR40, 15 AR42P, 13 AR42L, 15 AR44P, 26 AR44LP et 40 AR44L. En ce qui concerne les lanceurs en activité, le nombre d'exemplaires tirés jusqu'à début mars 2018 : 106 Ariane 5 (25 de type G/G+/GES, 73 ECA (version lourde) et 8 ES version emportant l'ATV), 15 Vega et 22 Soyouz ST.
Les deux diagrammes ci-dessous récapitulent les lancements depuis Kourou (hors fusées-sondes) (mise à jour fin janvier 2023),,,
- Diamant
- Europa 2
- Ariane 1
- Ariane 2
- Ariane 3
- Ariane 4
- Ariane 5
- Ariane 6
- Soyouz ST
- Vega

- Succès
- Échec
- Échec partiel
- Planifié

## Déroulement des lancements
Les éléments constitutifs des fusées sont produits en Europe et transférés à Kourou par bateau. À leur arrivée, débute la « campagne de lancement » qui dure environ un mois et demi. Elle consiste à assembler les éléments du lanceur (étages, boosters, case à équipements) dans le bâtiment d'intégration lanceur (BIL), opération réalisée par ArianeGroup. Ensuite le lanceur et les satellites des clients sont regroupés dans le bâtiment d'assemblage final (BAF) avant transfert à J-1 sur la base de lancement Ariane (BLA).
Le décollage de la fusée est autorisé si l'ensemble des éléments sont « nominaux ». À compter H - 7 min, un ordinateur gère l'ensemble des paramètres de façon automatique (séquence synchronisée). Lorsque le moteur Vulcain 2 est mis en route (fin du compte à rebours H 0), un délai de 7,3 secondes permet de vérifier le bon fonctionnement de celui-ci et ce n'est qu'à ce moment que les EAP (boosters) sont allumés et que la fusée décolle réellement.
Le service sauvegarde, constitué d'une équipe de quatre personnes, contrôle le bon déroulement du lancement et est habilité à détruire la fusée en cas d'événement inattendu en respect des procédures prévues.
Un détachement de la brigade de sapeurs-pompiers de Paris comprenant une cinquantaine de personnes est chargé d'intervenir sur les éventuels incendies et de sécuriser le site de lancement après un décollage.

### Protection du site
Les Forces armées françaises sont chargées d'assurer la sécurité du Centre spatial guyanais, en particulier au moment des lancements, dans le cadre du dispositif Titan. Elles s'assurent qu'aucune personne ne pénètre sur le site malgré sa superficie de 700 km2 et le fait qu'il est en grande partie constitué de mangroves, de marais et de forêt. Les militaires doivent également contrôler les espaces aérien et maritime durant les lancements de manière à éviter une intrusion aérienne au-dessus de la base ou la présence de navires dans le secteur de l'océan où le lanceur est susceptible de retomber.
Le dispositif Titan, qui peut impliquer jusqu'à 500 personnes, est activé deux jours avant une opération nécessitant une surveillance (lancement, transfert d'un équipement sensible). Sur terre le site est quadrillé par des patrouilles qui utilisent différents moyens de transport (quad, véhicule chenillé, kayak) ou circulent à pied. Des militaires équipés de missiles sol-air Mistral sont positionnés près du site de lancement. En mer deux bâtiments, une vedette côtière de surveillance maritime et un patrouilleur maritime de la Classe La Confiance, sont chargés de surveiller la zone. Ce dispositif est complété par deux hélicoptères Fennec et un hélicoptère Puma qui transportent des commandos et des tireurs d'élite. Les militaires font partie du 3e régiment étranger d'infanterie de la Légion étrangère basé à Kourou et du 9e régiment d'infanterie de marine basé à Cayenne.
Le contrôle de l'espace aérien est pris en charge par l'armée de l'air française (base aérienne 367 Cayenne-Rochambeau), qui dispose d'un radar de défense aérienne Centaure de 200 km de portée, déployé depuis vingt-cinq ans et toujours en service en 2016. À partir de 2011, il est soutenu par un radar Ground Master 406 (GM406) de Thales Raytheon System de plus de 470 km de portée. Pour les lancements les plus sensibles (satellites militaires), deux à trois chasseurs Rafale et un avion AWACS sont chargés de patrouiller l'espace aérien (opération Bubo).

### Galerie vidéo
Une série de vidéos de la NASA montrant le parcours du télescope spatial James Webb depuis son transfert de l'établissement de son constructeur en Californie jusqu'à Kourou par voie maritime, puis sa préparation et son assemblage avec le lanceur et enfin son lancement.
- De la fin de l'assemblage au lancement du télescope spatial James Webb
- Départ des locaux du constructeur Northrop Grumman (Californie).
- Arrivée à Kourou.
- Préparation en salle blanche.
- Chargement des ergols.
- Lancement.